# Copa del Rey de fútbol 1985-86
La Copa del Rey de Fútbol 1985-86 fue la edición número 82 de dicha competición española. Se disputó entre el 11 de septiembre de 1985 y el 26 de abril de 1986 y contó con la participación de 142 equipos de las principales categorías del país: Primera, Segunda, Segunda B y Tercera.
La final se disputó por tercer año consecutivo en la ciudad de Madrid, esta vez en el Estadio Vicente Calderón. Tras 280 partidos de competición llegaron a la final el FC Barcelona, que alcanzaba su tercera final en cuatro años, y el Real Zaragoza equipo que se quedó a las puertas de disputarla el año anterior. El encuentro tuvo un claro dominador en el conjunto culé que no supo aprovechar sus múltiples oportunidades mientras los maños en uno de sus pocos acercamientos lograron marcar en una jugada afortunada tras un libre directo lanzado por el principito Rubén Sosa. Este único gol sirvió para coronar al Real Zaragoza como campeón en su tercer título y para poner fin a una racha de 20 años sin ganar esta competición.
El defensor del título, el Atlético de Madrid, fue derrotado por 2-1 (en el marcador global) por el FC Barcelona en los cuartos de final.
En este edición de copa se dio la casualidad de que los cuatro semifinalistas fueron también los cuatro primeros clasificados de la Liga, aunque con distinto orden.

## Formato
| Ronda            | Partidos | Equipos | Equipos | Equipos | Notas                                            |
| ---------------- | -------- | ------- | ------- | ------- | ------------------------------------------------ |
| 1.ª Ronda        | 64       | 142     |         | 78      | Todos los clubes participantes inician el torneo |
| 2.ª Ronda        | 32       | 78      |         | 46      | Real Sporting de Gijón ()                        |
| 3.ª Ronda        | 21       | 46      |         | 25      | CA Osasuna ()                                    |
| 4.ª Ronda        | 9        | 25      |         | 16      |                                                  |
| Octavos de Final | 8        | 16      |         | 8       | ()                                               |
| Cuartos de Final | 4        | 8       |         | 4       |                                                  |
| Semifinales      | 2        | 4       |         | 2       |                                                  |
| Final            | 1        | 2       |         | 1       |                                                  |

| División       | Núm. Equipos |
| -------------- | ------------ |
| 1.ª División   | 18           |
| 2.ª División   | 20           |
| 2.ª División B | 26           |
| 3.ª División   | 78           |
|                |              |
| Total Equipos  | 142          |

- Todas las rondas se juegan a doble partido, excepto la final que se juega a partido único en campo neutral. El equipo que tiene el mejor marcador global tras los dos partidos avanza a la siguiente ronda.
- En caso de empate en el marcador global, se jugará una prórroga de 30 minutos, y si persiste el empate, se decidirá el vencedor con una tanda de penaltis.
- Los equipos que juegan competiciones Europeas están exentos hasta los octavos de final o hasta que sean eliminados de dicho torneo continental.
- El ganador del torneo se clasifica automáticamente para la Recopa de Europa de la temporada que viene. Si el vencedor ya se ha clasificado para otra competición Europea será el subcampeón quien se clasifique directamente.

() Equipos que juegan competición Europea / Athletic Club, Atlético de Madrid, FC Barcelona, Real Madrid CF comenzaron el torneo en los octavos de final.

## 1.ª Ronda
| |        |                           |  |              |       |      |  |              |       |      |  |                                                                                |  |  |  |  |  |  |
| Júpiter | 1 – 10 | Espanyol                  |  | 11 Sep, 1985 | 0 - 3 | Rep. |  | 18 Sep, 1985 | 7 - 1 | Rep. |  |                                                                                |  |  |  |  |  |  |
| |        |                           |  |              |       |      |  |              |       |      |  |                                                                                |  |  |  |  |  |  |
| Banyoles | 2 – 1  | Andorra                   |  | 11 Sep, 1985 | 1 - 0 | Rep. |  | 2 Oct, 1985  | 1 - 1 | Rep. |  |                                                                                |  |  |  |  |  |  |
| |        |                           |  |              |       |      |  |              |       |      |  |                                                                                |  |  |  |  |  |  |
| Europa | 2 – 4  | Sabadell                  |  | 11 Sep, 1985 | 1 - 2 | Rep. |  | 1 Oct, 1985  | 2 - 1 | Rep. |  |                                                                                |  |  |  |  |  |  |
| |        |                           |  |              |       |      |  |              |       |      |  |                                                                                |  |  |  |  |  |  |
| Villanueva del Arzobispo | 2 – 6  | C. D. Málaga              |  | 11 Sep, 1985 | 2 - 1 |      |  | 18 Sep, 1985 | 5 - 0 |      |  |                                                                                |  |  |  |  |  |  |
| |        |                           |  |              |       |      |  |              |       |      |  |                                                                                |  |  |  |  |  |  |
| Eibar | 5 – 2  | Cultural Durango          |  | 11 Sep, 1985 | 3 - 0 |      |  | 25 Sep, 1985 | 2 - 2 |      |  |                                                                                |  |  |  |  |  |  |
| |        |                           |  |              |       |      |  |              |       |      |  |                                                                                |  |  |  |  |  |  |
| Real Betis Deportivo | 2 – 8  | Xerez                     |  | 11 Sep, 1985 | 1 - 3 | Rep. |  | 2 Oct, 1985  | 5 - 1 | Rep. |  |                                                                                |  |  |  |  |  |  |
| |        |                           |  |              |       |      |  |              |       |      |  |                                                                                |  |  |  |  |  |  |
| Leganés | 2 – 6  | Calvo Sotelo              |  | 18 Sep, 1985 | 2 - 2 |      |  | 2 Oct, 1985  | 4 - 0 |      |  |                                                                                |  |  |  |  |  |  |
| |        |                           |  |              |       |      |  |              |       |      |  |                                                                                |  |  |  |  |  |  |
| Céltiga | 1 – 4  | Celta de Vigo             |  | 18 Sep, 1985 | 0 - 2 | Rep. |  | 2 Oct, 1985  | 2 - 1 | Rep. |  |                                                                                |  |  |  |  |  |  |
| |        |                           |  |              |       |      |  |              |       |      |  |                                                                                |  |  |  |  |  |  |
| Gimnástica de Torrelavega | 1 – 7  | Racing de Santander       |  | 18 Sep, 1985 | 1 - 4 | Rep. |  | 2 Oct, 1985  | 3 - 0 | Rep. |  |                                                                                |  |  |  |  |  |  |
| |        |                           |  |              |       |      |  |              |       |      |  |                                                                                |  |  |  |  |  |  |
| Guadalajara | 2 – 3  | Rayo Vallecano            |  | 18 Sep, 1985 | 1 - 0 |      |  | 1 Oct, 1985  | 3 - 1 |      |  |                                                                                |  |  |  |  |  |  |
| |        |                           |  |              |       |      |  |              |       |      |  |                                                                                |  |  |  |  |  |  |
| Eldense | 0 – 4  | Hércules                  |  | 18 Sep, 1985 | 0 - 3 | Rep. |  | 2 Oct, 1985  | 1 - 0 | Rep. |  |                                                                                |  |  |  |  |  |  |
| |        |                           |  |              |       |      |  |              |       |      |  |                                                                                |  |  |  |  |  |  |
| Córdoba | 2 – 10 | Sevilla                   |  | 18 Sep, 1985 | 2 - 6 | Rep. |  | 1 Oct, 1985  | 4 - 0 | Rep. |  |                                                                                |  |  |  |  |  |  |
| |        |                           |  |              |       |      |  |              |       |      |  |                                                                                |  |  |  |  |  |  |
| Valdepeñas | 1 – 8  | Real Madrid Castilla      |  | 18 Sep, 1985 | 1 - 4 |      |  | 1 Oct, 1985  | 4 - 0 |      |  |                                                                                |  |  |  |  |  |  |
| |        |                           |  |              |       |      |  |              |       |      |  |                                                                                |  |  |  |  |  |  |
| Moguer | 0 – 5  | Real Betis                |  | 18 Sep, 1985 | 0 - 2 | Rep. |  | 23 Oct, 1985 | 3 - 0 | Rep. |  | * Partido pospuesto (vuelta) por intoxicación de los jugadores del Real Betis. |  |  |  |  |  |  |
| |        |                           |  |              |       |      |  |              |       |      |  |                                                                                |  |  |  |  |  |  |
| Telde | 1 – 4  | Las Palmas                |  | 18 Sep, 1985 | 1 - 3 | Rep. |  | 2 Oct, 1985  | 1 - 0 |      |  |                                                                                |  |  |  |  |  |  |
| |        |                           |  |              |       |      |  |              |       |      |  |                                                                                |  |  |  |  |  |  |
| Huesca | 2 – 5  | Real Zaragoza             |  | 18 Sep, 1985 | 2 - 2 | Rep. |  | 24 Sep, 1985 | 3 - 0 | Rep. |  |                                                                                |  |  |  |  |  |  |
| |        |                           |  |              |       |      |  |              |       |      |  |                                                                                |  |  |  |  |  |  |
| Cultural Leonesa | 0 – 10 | Real Valladolid Deportivo |  | 18 Sep, 1985 | 0 - 5 | Rep. |  | 2 Oct, 1985  | 5 - 0 | Rep. |  |                                                                                |  |  |  |  |  |  |
| |        |                           |  |              |       |      |  |              |       |      |  |                                                                                |  |  |  |  |  |  |
| Gandía | 1 – 5  | Valencia                  |  | 18 Sep, 1985 | 1 - 2 | Rep. |  | 2 Oct, 1985  | 3 - 0 | Rep. |  |                                                                                |  |  |  |  |  |  |
| |        |                           |  |              |       |      |  |              |       |      |  |                                                                                |  |  |  |  |  |  |
| Sporting Atlético | 1 – 7  | Real Oviedo               |  | 18 Sep, 1985 | 0 - 5 |      |  | 26 Sep, 1985 | 2 - 1 |      |  |                                                                                |  |  |  |  |  |  |
| |        |                           |  |              |       |      |  |              |       |      |  |                                                                                |  |  |  |  |  |  |
| Sestao | 1 – 2  | Deportivo Alavés          |  | 18 Sep, 1985 | 1 - 0 |      |  | 2 Oct, 1985  | 2 - 0 |      |  |                                                                                |  |  |  |  |  |  |
| |        |                           |  |              |       |      |  |              |       |      |  |                                                                                |  |  |  |  |  |  |
| Lleida | 7 – 1  | Barcelona Atlètic         |  | 18 Sep, 1985 | 4 - 1 | Rep. |  | 2 Oct, 1985  | 0 - 3 | Rep. |  |                                                                                |  |  |  |  |  |  |
| |        |                           |  |              |       |      |  |              |       |      |  |                                                                                |  |  |  |  |  |  |
| Yeclano | 1 – 6  | Real Murcia               |  | 18 Sep, 1985 | 0 - 2 |      |  | 2 Oct, 1985  | 4 - 1 |      |  |                                                                                |  |  |  |  |  |  |
| |        |                           |  |              |       |      |  |              |       |      |  |                                                                                |  |  |  |  |  |  |
| Bigastro | 1 – 5  | Cartagena                 |  | 18 Sep, 1985 | 1 - 3 |      |  | 2 Oct, 1985  | 2 - 0 |      |  |                                                                                |  |  |  |  |  |  |
| |        |                           |  |              |       |      |  |              |       |      |  |                                                                                |  |  |  |  |  |  |
| Atlético Astorga | 1 – 5  | Salamanca                 |  | 18 Sep, 1985 | 0 - 1 |      |  | 2 Oct, 1985  | 4 - 1 |      |  |                                                                                |  |  |  |  |  |  |
| |        |                           |  |              |       |      |  |              |       |      |  |                                                                                |  |  |  |  |  |  |
| Orotava | 3 – 4  | Tenerife                  |  | 18 Sep, 1985 | 2 - 1 |      |  | 2 Oct, 1985  | 3 - 1 |      |  |                                                                                |  |  |  |  |  |  |
| |        |                           |  |              |       |      |  |              |       |      |  |                                                                                |  |  |  |  |  |  |
| Mallorca | 7 – 0  | Portmany                  |  | 18 Sep, 1985 | 7 - 0 | Rep. |  | 2 Oct, 1985  | 0 - 0 | Rep. |  |                                                                                |  |  |  |  |  |  |
| |        |                           |  |              |       |      |  |              |       |      |  |                                                                                |  |  |  |  |  |  |
| Racing de Ferrol | 2 – 4  | Deportivo de La Coruña    |  | 18 Sep, 1985 | 2 - 0 |      |  | 2 Oct, 1985  | 4 - 0 |      |  |                                                                                |  |  |  |  |  |  |
| |        |                           |  |              |       |      |  |              |       |      |  |                                                                                |  |  |  |  |  |  |
| Ejea | 1 – 7  | Logroñés                  |  | 18 Sep, 1985 | 1 - 1 |      |  | 2 Oct, 1985  | 6 - 0 |      |  |                                                                                |  |  |  |  |  |  |
| |        |                           |  |              |       |      |  |              |       |      |  |                                                                                |  |  |  |  |  |  |
| Benidorm | 2 – 3  | Castellón                 |  | 18 Sep, 1985 | 2 - 2 |      |  | 2 Oct, 1985  | 1 - 0 |      |  |                                                                                |  |  |  |  |  |  |
| |        |                           |  |              |       |      |  |              |       |      |  |                                                                                |  |  |  |  |  |  |
| Imperial | 1 – 2  | Albacete Balompié         |  | 18 Sep, 1985 | 0 - 1 |      |  | 2 Oct, 1985  | 1 - 1 |      |  |                                                                                |  |  |  |  |  |  |
| |        |                           |  |              |       |      |  |              |       |      |  |                                                                                |  |  |  |  |  |  |
| Villarrobledo | 0 – 3  | Elche                     |  | 18 Sep, 1985 | 0 - 1 |      |  | 2 Oct, 1985  | 2 - 0 |      |  |                                                                                |  |  |  |  |  |  |
| |        |                           |  |              |       |      |  |              |       |      |  |                                                                                |  |  |  |  |  |  |
| Binéfar | 3 – 0  | Endesa Andorra            |  | 18 Sep, 1985 | 1 - 0 | Rep. |  | 2 Oct, 1985  | 0 - 2 |      |  |                                                                                |  |  |  |  |  |  |
| |        |                           |  |              |       |      |  |              |       |      |  |                                                                                |  |  |  |  |  |  |
| Linares | 2 – 3  | Granada                   |  | 18 Sep, 1985 | 1 - 2 |      |  | 2 Oct, 1985  | 1 - 1 |      |  |                                                                                |  |  |  |  |  |  |
| |        |                           |  |              |       |      |  |              |       |      |  |                                                                                |  |  |  |  |  |  |
| Algeciras | 1 – 2  | Ceuta                     |  | 18 Sep, 1985 | 1 - 0 | Rep. |  | 2 Oct, 1985  | 2 - 0 |      |  |                                                                                |  |  |  |  |  |  |
| |        |                           |  |              |       |      |  |              |       |      |  |                                                                                |  |  |  |  |  |  |
| Alcorcón | 3 – 1  | Real Ávila                |  | 18 Sep, 1985 | 2 - 0 |      |  | 2 Oct, 1985  | 1 - 1 |      |  |                                                                                |  |  |  |  |  |  |
| |        |                           |  |              |       |      |  |              |       |      |  |                                                                                |  |  |  |  |  |  |
| Zalla | 2 – 3  | Baskonia                  |  | 18 Sep, 1985 | 0 - 1 |      |  | 2 Oct, 1985  | 2 - 2 |      |  |                                                                                |  |  |  |  |  |  |
| |        |                           |  |              |       |      |  |              |       |      |  |                                                                                |  |  |  |  |  |  |
| Ronda | 9 – 1  | Atlético Malagueño        |  | 18 Sep, 1985 | 3 - 0 |      |  | 2 Oct, 1985  | 1 - 6 |      |  |                                                                                |  |  |  |  |  |  |
| |        |                           |  |              |       |      |  |              |       |      |  |                                                                                |  |  |  |  |  |  |
| Ponferradina | 5 – 1  | Gimnástica Medinense      |  | 18 Sep, 1985 | 3 - 0 |      |  | 2 Oct, 1985  | 1 - 2 |      |  |                                                                                |  |  |  |  |  |  |
| |        |                           |  |              |       |      |  |              |       |      |  |                                                                                |  |  |  |  |  |  |
| CD Murense | 1 – 4  | Sporting Mahonés          |  | 18 Sep, 1985 | 1 - 1 |      |  | 2 Oct, 1985  | 3 - 0 |      |  |                                                                                |  |  |  |  |  |  |
| |        |                           |  |              |       |      |  |              |       |      |  |                                                                                |  |  |  |  |  |  |
| Langreo | 4 – 0  | San Martín                |  | 18 Sep, 1985 | 3 - 0 |      |  | 2 Oct, 1985  | 0 - 1 |      |  |                                                                                |  |  |  |  |  |  |
| |        |                           |  |              |       |      |  |              |       |      |  |                                                                                |  |  |  |  |  |  |
| Rayo Cantabria | 3 – 2  | Castro                    |  | 18 Sep, 1985 | 1 - 1 |      |  | 2 Oct, 1985  | 1 - 2 |      |  |                                                                                |  |  |  |  |  |  |
| |        |                           |  |              |       |      |  |              |       |      |  |                                                                                |  |  |  |  |  |  |
| Izarra | 2 – 3  | Teruel                    |  | 18 Sep, 1985 | 2 - 0 |      |  | 2 Oct, 1985  | 3 - 0 |      |  |                                                                                |  |  |  |  |  |  |
| |        |                           |  |              |       |      |  |              |       |      |  |                                                                                |  |  |  |  |  |  |
| Burriana | 1 – 2  | Alzira                    |  | 18 Sep, 1985 | 0 - 1 |      |  | 2 Oct, 1985  | 1 - 1 |      |  |                                                                                |  |  |  |  |  |  |
| |        |                           |  |              |       |      |  |              |       |      |  |                                                                                |  |  |  |  |  |  |
| Martos | 4 – 5  | Polideportivo Almería     |  | 18 Sep, 1985 | 3 - 1 |      |  | 2 Oct, 1985  | 4 - 1 |      |  |                                                                                |  |  |  |  |  |  |
| |        |                           |  |              |       |      |  |              |       |      |  |                                                                                |  |  |  |  |  |  |
| Mensajero | 4 – 2  | San Andrés                |  | 18 Sep, 1985 | 3 - 0 |      |  | 2 Oct, 1985  | 2 - 1 |      |  |                                                                                |  |  |  |  |  |  |
| |        |                           |  |              |       |      |  |              |       |      |  |                                                                                |  |  |  |  |  |  |
| Mérida | 5 – 1  | Díter Zafra               |  | 18 Sep, 1985 | 2 - 0 |      |  | 2 Oct, 1985  | 1 - 3 |      |  |                                                                                |  |  |  |  |  |  |
| |        |                           |  |              |       |      |  |              |       |      |  |                                                                                |  |  |  |  |  |  |
| L'Hospitalet | 1 – 5  | Atlético Baleares         |  | 18 Sep, 1985 | 1 - 1 |      |  | 2 Oct, 1985  | 4 - 0 |      |  |                                                                                |  |  |  |  |  |  |
| |        |                           |  |              |       |      |  |              |       |      |  |                                                                                |  |  |  |  |  |  |
| Villanovense | 1 – 5  | Cacereño                  |  | 18 Sep, 1985 | 1 - 0 |      |  | 2 Oct, 1985  | 4 - 1 |      |  |                                                                                |  |  |  |  |  |  |
| |        |                           |  |              |       |      |  |              |       |      |  |                                                                                |  |  |  |  |  |  |
| Figueres | 5 – 2  | Lloret                    |  | 18 Sep, 1985 | 4 - 1 | Rep. |  | 1 Oct, 1985  | 1 - 1 | Rep. |  |                                                                                |  |  |  |  |  |  |
| |        |                           |  |              |       |      |  |              |       |      |  |                                                                                |  |  |  |  |  |  |
| Real Valladolid Promesas | 1 – 3  | Real Burgos               |  | 18 Sep, 1985 | 1 - 1 |      |  | 2 Oct, 1985  | 2 - 0 |      |  |                                                                                |  |  |  |  |  |  |
| |        |                           |  |              |       |      |  |              |       |      |  |                                                                                |  |  |  |  |  |  |
| Arenteiro | 0 – 2  | Ourense                   |  | 18 Sep, 1985 | 0 - 0 |      |  | 2 Oct, 1985  | 2 - 0 |      |  |                                                                                |  |  |  |  |  |  |
| |        |                           |  |              |       |      |  |              |       |      |  |                                                                                |  |  |  |  |  |  |
| Sevilla Atlético | 0 – 4  | Real Balompédica Linense  |  | 18 Sep, 1985 | 0 - 0 | Rep. |  | 2 Oct, 1985  | 4 - 0 | Rep. |  |                                                                                |  |  |  |  |  |  |
| |        |                           |  |              |       |      |  |              |       |      |  |                                                                                |  |  |  |  |  |  |
| Extremadura | 3 – 6  | Plasencia                 |  | 18 Sep, 1985 | 3 - 2 |      |  | 2 Oct, 1985  | 4 - 0 |      |  |                                                                                |  |  |  |  |  |  |
| |        |                           |  |              |       |      |  |              |       |      |  |                                                                                |  |  |  |  |  |  |
| Melilla | 0 – 5  | Real Jaén                 |  | 18 Sep, 1985 | 0 - 0 |      |  | 2 Oct, 1985  | 5 - 0 |      |  |                                                                                |  |  |  |  |  |  |
| |        |                           |  |              |       |      |  |              |       |      |  |                                                                                |  |  |  |  |  |  |
| CF Lorca Deportiva | 6 – 3  | Cieza                     |  | 18 Sep, 1985 | 3 - 2 |      |  | 2 Oct, 1985  | 1 - 3 |      |  |                                                                                |  |  |  |  |  |  |
| |        |                           |  |              |       |      |  |              |       |      |  |                                                                                |  |  |  |  |  |  |
| Sant Andreu | 4 – 2  | Terrassa                  |  | 18 Sep, 1985 | 3 - 1 | Rep. |  | 1 Oct, 1985  | 1 - 1 | Rep. |  |                                                                                |  |  |  |  |  |  |
| |        |                           |  |              |       |      |  |              |       |      |  |                                                                                |  |  |  |  |  |  |
| Atlético Madrileño | 3 – 1  | Real Madrid Aficionados   |  | 19 Sep, 1985 | 2 - 1 |      |  | 2 Oct, 1985  | 0 - 1 |      |  |                                                                                |  |  |  |  |  |  |
| |        |                           |  |              |       |      |  |              |       |      |  |                                                                                |  |  |  |  |  |  |
| Amorebieta | 0 – 5  | Real Sociedad             |  | 19 Sep, 1985 | 0 - 3 | Rep. |  | 2 Oct, 1985  | 2 - 0 | Rep. |  |                                                                                |  |  |  |  |  |  |
| |        |                           |  |              |       |      |  |              |       |      |  |                                                                                |  |  |  |  |  |  |
| Mairena | 0 – 11 | Cádiz                     |  | 19 Sep, 1985 | 0 - 2 | Rep. |  | 2 Oct, 1985  | 9 - 0 | Rep. |  |                                                                                |  |  |  |  |  |  |
| |        |                           |  |              |       |      |  |              |       |      |  |                                                                                |  |  |  |  |  |  |
| Villajoyosa | 4 – 8  | Mestalla                  |  | 19 Sep, 1985 | 4 - 4 |      |  | 2 Oct, 1985  | 4 - 0 |      |  |                                                                                |  |  |  |  |  |  |
| |        |                           |  |              |       |      |  |              |       |      |  |                                                                                |  |  |  |  |  |  |
| Lalín | 1 – 7  | Pontevedra                |  | 24 Sep, 1985 | 3 - 0 |      |  | 2 Oct, 1985  | 1 - 4 |      |  |                                                                                |  |  |  |  |  |  |
| |        |                           |  |              |       |      |  |              |       |      |  |                                                                                |  |  |  |  |  |  |
| Arnedo | 0 – 7  | Deportivo Aragón          |  | 26 Sep, 1985 | 0 - 4 |      |  | 2 Oct, 1985  | 3 - 0 | Rep. |  |                                                                                |  |  |  |  |  |  |
| |        |                           |  |              |       |      |  |              |       |      |  |                                                                                |  |  |  |  |  |  |
| Barakaldo | 4 – 1  | Bilbao Athletic           |  | 26 Sep, 1985 | 4 - 1 |      |  | 2 Oct, 1985  | 0 - 0 |      |  |                                                                                |  |  |  |  |  |  |
| |        |                           |  |              |       |      |  |              |       |      |  |                                                                                |  |  |  |  |  |  |
| Pozoblanco | 3 – 6  | Recreativo de Huelva      |  | 26 Sep, 1985 | 1 - 0 |      |  | 2 Oct, 1985  | 6 - 2 | Rep. |  |                                                                                |  |  |  |  |  |  |
| |        |                           |  |              |       |      |  |              |       |      |  |                                                                                |  |  |  |  |  |  |
| |        |                           |  |              |       |      |  |              |       |      |  |                                                                                |  |  |  |  |  |  |
| Exentos: Mallorca Atlético, Lugo, Club Siero, Alcoyano, Maspalomas, Orihuela Deportiva, Güímar, Sabiñánigo, Athletic Club, Atlético de Madrid, Barcelona, Real Madrid, Osasuna, Sporting de Gijón.                                                                                  |        |                           |  |              |       |      |  |              |       |      |  |                                                                                |  |  |  |  |  |  |
| Resultados de los partidos jugados: 11 de septiembre / 18 de septiembre / 19 de septiembre / 24 de septiembre / 25 de septiembre / 26 de septiembre (enlace roto disponible en Internet Archive; véase el historial, la primera versión y la última). / 1 de octubre / 2 de octubre |        |                           |  |              |       |      |  |              |       |      |  |                                                                                |  |  |  |  |  |  |

## 2.ª Ronda
| |             |                           |  |              |       |                                                          |  |              |       |                                                          |  |  |  |  |  |  |  |  |
| CD Teruel | 1 – 8       | Real Zaragoza             |  | 16 Oct, 1985 | 1 - 5 | Rep.                                                     |  | 23 Oct, 1985 | 3 - 0 | Rep.                                                     |  |  |  |  |  |  |  |  |
| |             |                           |  |              |       |                                                          |  |              |       |                                                          |  |  |  |  |  |  |  |  |
| Atlético Baleares | 1 – 2       | Mallorca Atlético         |  | 16 Oct, 1985 | 1 - 2 |                                                          |  | 6 Nov, 1985  | 0 - 0 |                                                          |  |  |  |  |  |  |  |  |
| |             |                           |  |              |       |                                                          |  |              |       |                                                          |  |  |  |  |  |  |  |  |
| CD Lugo | 2 – 4       | Deportivo de La Coruña    |  | 22 Oct, 1985 | 1 - 0 |                                                          |  | 6 Nov, 1985  | 4 - 1 |                                                          |  |  |  |  |  |  |  |  |
| |             |                           |  |              |       |                                                          |  |              |       |                                                          |  |  |  |  |  |  |  |  |
| UE Figueres | 2 – 4       | RCD Español               |  | 22 Oct, 1985 | 2 - 2 | Rep.                                                     |  | 6 Nov, 1985  | 2 - 0 | Rep.                                                     |  |  |  |  |  |  |  |  |
| |             |                           |  |              |       |                                                          |  |              |       |                                                          |  |  |  |  |  |  |  |  |
| Club Siero | 1 – 4       | Real Sporting de Gijón    |  | 23 Oct, 1985 | 0 - 1 | Rep.                                                     |  | 6 Nov, 1985  | 3 - 1 | Rep.                                                     |  |  |  |  |  |  |  |  |
| |             |                           |  |              |       |                                                          |  |              |       |                                                          |  |  |  |  |  |  |  |  |
| SD Ponferradina | 1 – 5       | Real Valladolid Deportivo |  | 23 Oct, 1985 | 1 - 2 | Rep.                                                     |  | 6 Nov, 1985  | 3 - 0 | Rep.                                                     |  |  |  |  |  |  |  |  |
| |             |                           |  |              |       |                                                          |  |              |       |                                                          |  |  |  |  |  |  |  |  |
| CD Ourense | 0 – 1       | Celta de Vigo             |  | 23 Oct, 1985 | 0 - 0 | Rep.                                                     |  | 6 Nov, 1985  | 1 - 0 | Rep.                                                     |  |  |  |  |  |  |  |  |
| |             |                           |  |              |       |                                                          |  |              |       |                                                          |  |  |  |  |  |  |  |  |
| Xerez CD | 4 – 2       | Cádiz CF                  |  | 23 Oct, 1985 | 1 - 1 | Rep.                                                     |  | 6 Nov, 1985  | 1 - 3 | Rep.                                                     |  |  |  |  |  |  |  |  |
| |             |                           |  |              |       |                                                          |  |              |       |                                                          |  |  |  |  |  |  |  |  |
| CD Alcoyano | 0 – 1       | Valencia CF               |  | 23 Oct, 1985 | 1 - 1 | Rep.                                                     |  | 30 Oct, 1985 | 2 - 1 | Rep.                                                     |  |  |  |  |  |  |  |  |
| |             |                           |  |              |       |                                                          |  |              |       |                                                          |  |  |  |  |  |  |  |  |
| Racing de Santander | 3 – 2 (pro) | Deportivo Alavés          |  | 23 Oct, 1985 | 1 - 0 | Rep.                                                     |  | 6 Nov, 1985  | 2 - 2 | Rep.                                                     |  |  |  |  |  |  |  |  |
| |             |                           |  |              |       |                                                          |  |              |       |                                                          |  |  |  |  |  |  |  |  |
| CD Maspalomas | 1 – 7       | UD Las Palmas             |  | 23 Oct, 1985 | 1 - 4 | Rep.                                                     |  | 6 Nov, 1985  | 3 - 0 | Rep.                                                     |  |  |  |  |  |  |  |  |
| |             |                           |  |              |       |                                                          |  |              |       |                                                          |  |  |  |  |  |  |  |  |
| Atlético Madrileño | 0 – 5       | Rayo Vallecano            |  | 23 Oct, 1985 | 0 - 2 | Rep. Archivado el 4 de marzo de 2016 en Wayback Machine. |  | 5 Nov, 1985  | 3 - 0 | Rep. Archivado el 4 de marzo de 2016 en Wayback Machine. |  |  |  |  |  |  |  |  |
| |             |                           |  |              |       |                                                          |  |              |       |                                                          |  |  |  |  |  |  |  |  |
| Real Balompédica Linense | 3 – 4 (pro) | Sevilla FC                |  | 23 Oct, 1985 | 2 - 0 | Rep.                                                     |  | 6 Nov, 1985  | 4 - 1 | Rep.                                                     |  |  |  |  |  |  |  |  |
| |             |                           |  |              |       |                                                          |  |              |       |                                                          |  |  |  |  |  |  |  |  |
| Calvo Sotelo CF | 1 – 6       | Castilla CF               |  | 23 Oct, 1985 | 0 - 2 | Rep. Archivado el 4 de marzo de 2016 en Wayback Machine. |  | 6 Nov, 1985  | 4 - 1 |                                                          |  |  |  |  |  |  |  |  |
| |             |                           |  |              |       |                                                          |  |              |       |                                                          |  |  |  |  |  |  |  |  |
| Cartagena FC | 3 – 4       | Orihuela Deportiva CF     |  | 23 Oct, 1985 | 1 - 2 |                                                          |  | 6 Nov, 1985  | 2 - 2 |                                                          |  |  |  |  |  |  |  |  |
| |             |                           |  |              |       |                                                          |  |              |       |                                                          |  |  |  |  |  |  |  |  |
| Recreativo de Huelva | 5 – 1       | AD Ceuta                  |  | 23 Oct, 1985 | 3 - 0 |                                                          |  | 6 Nov, 1985  | 1 - 2 |                                                          |  |  |  |  |  |  |  |  |
| |             |                           |  |              |       |                                                          |  |              |       |                                                          |  |  |  |  |  |  |  |  |
| Elche CF | 3 – 4       | CF Lorca Deportiva        |  | 23 Oct, 1985 | 3 - 1 |                                                          |  | 6 Nov, 1985  | 3 - 0 |                                                          |  |  |  |  |  |  |  |  |
| |             |                           |  |              |       |                                                          |  |              |       |                                                          |  |  |  |  |  |  |  |  |
| Granada CF | 5 – 2       | Real Jaén CF              |  | 23 Oct, 1985 | 3 - 1 |                                                          |  | 6 Nov, 1985  | 1 - 2 |                                                          |  |  |  |  |  |  |  |  |
| |             |                           |  |              |       |                                                          |  |              |       |                                                          |  |  |  |  |  |  |  |  |
| UD Güímar | 2 – 3       | CD Tenerife               |  | 23 Oct, 1985 | 0 - 1 |                                                          |  | 6 Nov, 1985  | 2 - 2 |                                                          |  |  |  |  |  |  |  |  |
| |             |                           |  |              |       |                                                          |  |              |       |                                                          |  |  |  |  |  |  |  |  |
| CD Binéfar | 2 – 5       | Deportivo Aragón          |  | 23 Oct, 1985 | 2 - 3 | Rep.                                                     |  | 6 Nov, 1985  | 2 - 0 | Rep.                                                     |  |  |  |  |  |  |  |  |
| |             |                           |  |              |       |                                                          |  |              |       |                                                          |  |  |  |  |  |  |  |  |
| UE Sant Andreu | 1 – 12      | UE Lleida                 |  | 23 Oct, 1985 | 1 - 5 | Rep.                                                     |  | 6 Nov, 1985  | 7 - 0 | Rep.                                                     |  |  |  |  |  |  |  |  |
| |             |                           |  |              |       |                                                          |  |              |       |                                                          |  |  |  |  |  |  |  |  |
| Albacete Balompié | 1 – 7       | Real Murcia CF            |  | 23 Oct, 1985 | 1 - 2 | Rep.                                                     |  | 6 Nov, 1985  | 5 - 0 |                                                          |  |  |  |  |  |  |  |  |
| |             |                           |  |              |       |                                                          |  |              |       |                                                          |  |  |  |  |  |  |  |  |
| UP Langreo | 1 – 6       | Real Oviedo               |  | 23 Oct, 1985 | 1 - 2 |                                                          |  | 6 Nov, 1985  | 4 - 0 |                                                          |  |  |  |  |  |  |  |  |
| |             |                           |  |              |       |                                                          |  |              |       |                                                          |  |  |  |  |  |  |  |  |
| UD Alzira | 2 – 4       | CD Castellón              |  | 23 Oct, 1985 | 2 - 1 |                                                          |  | 6 Nov, 1985  | 3 - 0 |                                                          |  |  |  |  |  |  |  |  |
| |             |                           |  |              |       |                                                          |  |              |       |                                                          |  |  |  |  |  |  |  |  |
| Real Burgos CF | 3 – 2       | UD Salamanca              |  | 23 Oct, 1985 | 3 - 1 |                                                          |  | 6 Nov, 1985  | 1 - 0 |                                                          |  |  |  |  |  |  |  |  |
| |             |                           |  |              |       |                                                          |  |              |       |                                                          |  |  |  |  |  |  |  |  |
| CD Ronda | 1 – 3       | CD Málaga                 |  | 23 Oct, 1985 | 1 - 0 |                                                          |  | 6 Nov, 1985  | 3 - 0 |                                                          |  |  |  |  |  |  |  |  |
| |             |                           |  |              |       |                                                          |  |              |       |                                                          |  |  |  |  |  |  |  |  |
| AD Sabiñánigo | 1 – 3       | CD Logroñés               |  | 23 Oct, 1985 | 1 - 0 |                                                          |  | 6 Nov, 1985  | 3 - 0 |                                                          |  |  |  |  |  |  |  |  |
| |             |                           |  |              |       |                                                          |  |              |       |                                                          |  |  |  |  |  |  |  |  |
| RCD Mallorca | 5 – 1       | CF Sporting Mahonés       |  | 23 Oct, 1985 | 4 - 0 |                                                          |  | 6 Nov, 1985  | 1 - 1 | Rep.                                                     |  |  |  |  |  |  |  |  |
| |             |                           |  |              |       |                                                          |  |              |       |                                                          |  |  |  |  |  |  |  |  |
| CP Cacereño | 1 – 2       | CD Plasencia              |  | 23 Oct, 1985 | 1 - 2 |                                                          |  | 6 Nov, 1985  | 0 - 0 |                                                          |  |  |  |  |  |  |  |  |
| |             |                           |  |              |       |                                                          |  |              |       |                                                          |  |  |  |  |  |  |  |  |
| Barakaldo CF | 3 – 0       | Rayo Cantabria            |  | 23 Oct, 1985 | 2 - 0 |                                                          |  | 6 Nov, 1985  | 0 - 1 |                                                          |  |  |  |  |  |  |  |  |
| |             |                           |  |              |       |                                                          |  |              |       |                                                          |  |  |  |  |  |  |  |  |
| SD Eibar | 4 – 1       | CD Baskonia               |  | 23 Oct, 1985 | 0 - 0 |                                                          |  | 6 Nov, 1985  | 1 - 4 |                                                          |  |  |  |  |  |  |  |  |
| |             |                           |  |              |       |                                                          |  |              |       |                                                          |  |  |  |  |  |  |  |  |
| CD Banyoles | 1 – 8       | CE Sabadell FC            |  | 31 Oct, 1985 | 1 - 4 | Rep.                                                     |  | 6 Nov, 1985  | 4 - 0 | Rep.                                                     |  |  |  |  |  |  |  |  |
| |             |                           |  |              |       |                                                          |  |              |       |                                                          |  |  |  |  |  |  |  |  |
| |             |                           |  |              |       |                                                          |  |              |       |                                                          |  |  |  |  |  |  |  |  |
| Exentos: AD Alcorcón, CD Lalín, CD Mensajero, CD Mestalla, Polideportivo Almería, Hércules CF, CP Mérida, Real Betis, Real Sociedad, Athletic Club, Atlético de Madrid, FC Barcelona, Real Madrid CF, CA Osasuna. |             |                           |  |              |       |                                                          |  |              |       |                                                          |  |  |  |  |  |  |  |  |
| Resultados de los partidos jugados: 12 de octubre / 23 de octubre / 6 de noviembre |             |                           |  |              |       |                                                          |  |              |       |                                                          |  |  |  |  |  |  |  |  |

## 3.ª Ronda
|                                                                     |              |                      |  |              |       |      |  |              |        |      |  |                                       |  |  |  |  |  |  |
| Alcorcón                                                            | 0 – 6        | Osasuna              |  | 13 Nov, 1985 | 0 - 1 | Rep. |  | 27 Nov, 1985 | 5 - 0  | Rep. |  |                                       |  |  |  |  |  |  |
|                                                                     |              |                      |  |              |       |      |  |              |        |      |  |                                       |  |  |  |  |  |  |
| Polideportivo Almería                                               | 1 – 5        | Recreativo de Huelva |  | 13 Nov, 1985 | 1 - 4 | Rep. |  | 27 Nov, 1985 | 1 - 0  | Rep. |  |                                       |  |  |  |  |  |  |
|                                                                     |              |                      |  |              |       |      |  |              |        |      |  |                                       |  |  |  |  |  |  |
| Deportivo Aragón                                                    | 2 – 8        | Valencia             |  | 13 Nov, 1985 | 1 - 2 | Rep. |  | 27 Nov, 1985 | 6 - 1  | Rep. |  |                                       |  |  |  |  |  |  |
|                                                                     |              |                      |  |              |       |      |  |              |        |      |  |                                       |  |  |  |  |  |  |
| Barakaldo                                                           | 1 – 3 (pró.) | Castellón            |  | 13 Nov, 1985 | 1 - 0 | Rep. |  | 27 Nov, 1985 | 3 - 0  | Rep. |  |                                       |  |  |  |  |  |  |
|                                                                     |              |                      |  |              |       |      |  |              |        |      |  |                                       |  |  |  |  |  |  |
| Real Betis                                                          | 2 – 4 (pró.) | Mallorca             |  | 13 Nov, 1985 | 1 - 1 | Rep. |  | 27 Nov, 1985 | 3 - 1  | Rep. |  |                                       |  |  |  |  |  |  |
|                                                                     |              |                      |  |              |       |      |  |              |        |      |  |                                       |  |  |  |  |  |  |
| Real Madrid Castilla                                                | 1 – 0        | Orihuela Deportiva   |  | 13 Nov, 1985 | 1 - 0 | Rep. |  | 27 Nov, 1985 | 0 - 0  | Rep. |  |                                       |  |  |  |  |  |  |
|                                                                     |              |                      |  |              |       |      |  |              |        |      |  |                                       |  |  |  |  |  |  |
| Deportivo de La Coruña                                              | 1 – 5        | Lleida               |  | 13 Nov, 1985 | 0 - 1 | Rep. |  | 27 Nov, 1985 | 4 - 1  | Rep. |  |                                       |  |  |  |  |  |  |
|                                                                     |              |                      |  |              |       |      |  |              |        |      |  |                                       |  |  |  |  |  |  |
| Eibar                                                               | 1 – 5        | Real Zaragoza        |  | 13 Nov, 1985 | 1 - 2 | Rep. |  | 27 Nov, 1985 | 3 - 0  | Rep. |  |                                       |  |  |  |  |  |  |
|                                                                     |              |                      |  |              |       |      |  |              |        |      |  |                                       |  |  |  |  |  |  |
| Xerez                                                               | 0 – 3        | Celta de Vigo        |  | 13 Nov, 1985 | 0 - 1 | Rep. |  | 27 Nov, 1985 | 2 - 0  | Rep. |  |                                       |  |  |  |  |  |  |
|                                                                     |              |                      |  |              |       |      |  |              |        |      |  |                                       |  |  |  |  |  |  |
| Lalín                                                               | 1 – 14       | Las Palmas           |  | 13 Nov, 1985 | 0 - 3 | Rep. |  | 21 Nov, 1985 | 11 - 1 |      |  |                                       |  |  |  |  |  |  |
|                                                                     |              |                      |  |              |       |      |  |              |        |      |  |                                       |  |  |  |  |  |  |
| Málaga                                                              | 1 – 1 (p.)   | Lorca Deportiva      |  | 13 Nov, 1985 | 1 - 0 | Rep. |  | 27 Nov, 1985 | 1 - 0  | Rep. |  | * Penales: 4 - 5 favorable al Málaga. |  |  |  |  |  |  |
|                                                                     |              |                      |  |              |       |      |  |              |        |      |  |                                       |  |  |  |  |  |  |
| Mallorca Atlético                                                   | 2 – 3        | Hércules             |  | 13 Nov, 1985 | 1 - 1 | Rep. |  | 27 Nov, 1985 | 2 - 1  | Rep. |  |                                       |  |  |  |  |  |  |
|                                                                     |              |                      |  |              |       |      |  |              |        |      |  |                                       |  |  |  |  |  |  |
| Mensajero                                                           | 0 – 3        | Logroñés             |  | 13 Nov, 1985 | 0 - 1 | Rep. |  | 19 Nov, 1985 | 2 - 0  | Rep. |  |                                       |  |  |  |  |  |  |
|                                                                     |              |                      |  |              |       |      |  |              |        |      |  |                                       |  |  |  |  |  |  |
| Mérida                                                              | 2 – 6        | Sevilla              |  | 13 Nov, 1985 | 0 - 2 | Rep. |  | 27 Nov, 1985 | 4 - 2  | Rep. |  |                                       |  |  |  |  |  |  |
|                                                                     |              |                      |  |              |       |      |  |              |        |      |  |                                       |  |  |  |  |  |  |
| Mestalla                                                            | 1 – 3        | Racing de Santander  |  | 13 Nov, 1985 | 0 - 3 | Rep. |  | 27 Nov, 1985 | 0 - 1  | Rep. |  |                                       |  |  |  |  |  |  |
|                                                                     |              |                      |  |              |       |      |  |              |        |      |  |                                       |  |  |  |  |  |  |
| Real Murcia                                                         | 1 – 2        | Real Burgos          |  | 13 Nov, 1985 | 0 - 0 | Rep. |  | 27 Nov, 1985 | 2 - 1  | Rep. |  |                                       |  |  |  |  |  |  |
|                                                                     |              |                      |  |              |       |      |  |              |        |      |  |                                       |  |  |  |  |  |  |
| Real Oviedo                                                         | 4 – 3        | Real Sociedad        |  | 13 Nov, 1985 | 2 - 1 | Rep. |  | 27 Nov, 1985 | 2 - 2  | Rep. |  |                                       |  |  |  |  |  |  |
|                                                                     |              |                      |  |              |       |      |  |              |        |      |  |                                       |  |  |  |  |  |  |
| Plasencia                                                           | 2 – 8        | Espanyol             |  | 13 Nov, 1985 | 1 - 5 | Rep. |  | 27 Nov, 1985 | 3 - 1  | Rep. |  |                                       |  |  |  |  |  |  |
|                                                                     |              |                      |  |              |       |      |  |              |        |      |  |                                       |  |  |  |  |  |  |
| Sabadell                                                            | 5 – 0        | Granada              |  | 13 Nov, 1985 | 4 - 0 | Rep. |  | 27 Nov, 1985 | 0 - 1  | Rep. |  |                                       |  |  |  |  |  |  |
|                                                                     |              |                      |  |              |       |      |  |              |        |      |  |                                       |  |  |  |  |  |  |
| Real Valladolid Deportivo                                           | 0 – 1 (pró.) | Rayo Vallecano       |  | 13 Nov, 1985 | 0 - 0 | Rep. |  | 27 Nov, 1985 | 1 - 0  | Rep. |  |                                       |  |  |  |  |  |  |
|                                                                     |              |                      |  |              |       |      |  |              |        |      |  |                                       |  |  |  |  |  |  |
| Tenerife                                                            | 3 – 2        | Sporting de Gijón    |  | 13 Nov, 1985 | 2 - 0 | Rep. |  | 27 Nov, 1985 | 2 - 1  | Rep. |  |                                       |  |  |  |  |  |  |
|                                                                     |              |                      |  |              |       |      |  |              |        |      |  |                                       |  |  |  |  |  |  |
|                                                                     |              |                      |  |              |       |      |  |              |        |      |  |                                       |  |  |  |  |  |  |
| Exentos: Athletic Club, Atlético de Madrid, Barcelona, Real Madrid. |              |                      |  |              |       |      |  |              |        |      |  |                                       |  |  |  |  |  |  |
| Resultados de los partidos jugados: 21 Noviembre                    |              |                      |  |              |       |      |  |              |        |      |  |                                       |  |  |  |  |  |  |

## 4.ª Ronda
| |              |                      |  |              |       |      |  |              |       |      |  |                                                                               |  |  |  |  |  |  |
| Hércules | 2 – 3        | Recreativo de Huelva |  | 11 Dic, 1985 | 2 - 1 | Rep. |  | 8 Ene, 1986  | 2 - 0 | Rep. |  |                                                                               |  |  |  |  |  |  |
| |              |                      |  |              |       |      |  |              |       |      |  |                                                                               |  |  |  |  |  |  |
| Las Palmas | 3 – 5        | Castellón            |  | 11 Dic, 1985 | 1 - 1 | Rep. |  | 8 Ene, 1986  | 4 - 2 | Rep. |  |                                                                               |  |  |  |  |  |  |
| |              |                      |  |              |       |      |  |              |       |      |  |                                                                               |  |  |  |  |  |  |
| Lleida | 2 – 1        | Rayo Vallecano       |  | 11 Dic, 1985 | 1 - 0 | Rep. |  | 8 Ene, 1986  | 1 - 1 | Rep. |  |                                                                               |  |  |  |  |  |  |
| |              |                      |  |              |       |      |  |              |       |      |  |                                                                               |  |  |  |  |  |  |
| Logroñés | 2 – 4 (pró.) | Racing de Santander  |  | 11 Dic, 1985 | 1 - 1 | Rep. |  | 8 Ene, 1986  | 3 - 1 | Rep. |  |                                                                               |  |  |  |  |  |  |
| |              |                      |  |              |       |      |  |              |       |      |  |                                                                               |  |  |  |  |  |  |
| Osasuna | 1 – 2 (pró.) | Real Burgos          |  | 11 Dic, 1985 | 1 - 0 | Rep. |  | 8 Ene, 1986  | 2 - 0 | Rep. |  |                                                                               |  |  |  |  |  |  |
| |              |                      |  |              |       |      |  |              |       |      |  |                                                                               |  |  |  |  |  |  |
| Real Oviedo | 4 – 3        | Espanyol             |  | 11 Dic, 1985 | 2 - 0 | Rep. |  | 8 Ene, 1986  | 3 - 2 | Rep. |  |                                                                               |  |  |  |  |  |  |
| |              |                      |  |              |       |      |  |              |       |      |  |                                                                               |  |  |  |  |  |  |
| Sevilla | 1 – 1 (p.)   | Mallorca             |  | 11 Dic, 1985 | 1 - 0 | Rep. |  | 8 Ene, 1986  | 1 - 0 | Rep. |  | * Penales: 0 - 3 favorable al Sevilla.                                        |  |  |  |  |  |  |
| |              |                      |  |              |       |      |  |              |       |      |  |                                                                               |  |  |  |  |  |  |
| Valencia | 1 – 4        | Tenerife             |  | 11 Dic, 1985 | 0 - 1 | Rep. |  | 8 Ene, 1986  | 3 - 1 | Rep. |  |                                                                               |  |  |  |  |  |  |
| |              |                      |  |              |       |      |  |              |       |      |  |                                                                               |  |  |  |  |  |  |
| Real Zaragoza | 3 – 1        | Málaga               |  | 11 Dic, 1985 | 2 - 0 | Rep. |  | 14 Ene, 1986 | 1 - 1 | Rep. |  | * Partido pospuesto (vuelta) por intoxicación de los jugadores del CD Málaga. |  |  |  |  |  |  |
| |              |                      |  |              |       |      |  |              |       |      |  |                                                                               |  |  |  |  |  |  |
| |              |                      |  |              |       |      |  |              |       |      |  |                                                                               |  |  |  |  |  |  |
| Exentos: Real Madrid Castilla, Sabadell, Celta de Vigo, Athletic Club, Atlético de Madrid, Barcelona, Real Madrid. |              |                      |  |              |       |      |  |              |       |      |  |                                                                               |  |  |  |  |  |  |

## Fase final
|  | Octavos de Final | Octavos de Final       | Octavos de Final       | Octavos de Final | Octavos de Final |   |                      | Cuartos de Final | Cuartos de Final | Cuartos de Final | Cuartos de Final | Cuartos de Final |  |  | Semifinales | Semifinales | Semifinales | Semifinales | Semifinales |  |  | Final | Final | Final | Final | Final |  |  |
|  |                  |                        |                        |                  |                  |   |                      |                  |                  |                  |                  |                  |  |  |             |             |             |             |             |  |  |       |       |       |       |       |  |  |
|  |                  | Racing de Santander    | 1                      | 0                | 1                |   |                      |                  |                  |                  |                  |                  |  |  |             |             |             |             |             |  |  |       |       |       |       |       |  |  |
|  |                  | Atlético de Madrid     | 0                      | 2                | 2                |   |                      |                  |                  |                  |                  |                  |  |  |             |             |             |             |             |  |  |       |       |       |       |       |  |  |
|  |                  | Atlético de Madrid     | 0                      | 2                | 2                |   | Atlético de Madrid   | 1                | 0                | 1                |                  |                  |  |  |             |             |             |             |             |  |  |       |       |       |       |       |  |  |
|  |                  |                        |                        |                  |                  |   | Atlético de Madrid   | 1                | 0                | 1                |                  |                  |  |  |             |             |             |             |             |  |  |       |       |       |       |       |  |  |
|  |                  |                        | Barcelona              | 2                | 0                | 2 |                      |                  |                  |                  |                  |                  |  |  |             |             |             |             |             |  |  |       |       |       |       |       |  |  |
|  |                  | Lleida                 | Barcelona              | 2                | 0                | 2 | 0                    | 0                | 0                |                  |                  |                  |  |  |             |             |             |             |             |  |  |       |       |       |       |       |  |  |
|  |                  | Lleida                 |                        |                  |                  |   | 0                    | 0                | 0                |                  |                  |                  |  |  |             |             |             |             |             |  |  |       |       |       |       |       |  |  |
|  |                  | Barcelona              | 1                      | 0                | 1                |   |                      |                  |                  |                  |                  |                  |  |  |             |             |             |             |             |  |  |       |       |       |       |       |  |  |
|  |                  |                        |                        |                  |                  |   |                      |                  | Barcelona        | 1                | 2                | 3                |  |  |             |             |             |             |             |  |  |       |       |       |       |       |  |  |
|  |                  |                        |                        |                  |                  |   |                      |                  |                  |                  |                  |                  |  |  |             |             |             |             |             |  |  |       |       |       |       |       |  |  |
|  |                  |                        | Athletic Club          | 0                | 1                | 1 |                      |                  |                  |                  |                  |                  |  |  |             |             |             |             |             |  |  |       |       |       |       |       |  |  |
|  |                  | Tenerife               | Athletic Club          | 0                | 1                | 1 | 1                    | 1                | 2                |                  |                  |                  |  |  |             |             |             |             |             |  |  |       |       |       |       |       |  |  |
|  |                  | Tenerife               |                        |                  |                  |   | 1                    | 1                | 2                |                  |                  |                  |  |  |             |             |             |             |             |  |  |       |       |       |       |       |  |  |
|  |                  | Sabadell               | 0                      | 5                | 5                |   |                      |                  |                  |                  |                  |                  |  |  |             |             |             |             |             |  |  |       |       |       |       |       |  |  |
|  |                  | Sabadell               | 0                      | 5                | 5                |   | Sabadell             | 1                | 1                | 2                |                  |                  |  |  |             |             |             |             |             |  |  |       |       |       |       |       |  |  |
|  |                  |                        |                        |                  |                  |   | Sabadell             | 1                | 1                | 2                |                  |                  |  |  |             |             |             |             |             |  |  |       |       |       |       |       |  |  |
|  |                  |                        | Athletic Club (3:2 p.) | 1                | 1                | 2 |                      |                  |                  |                  |                  |                  |  |  |             |             |             |             |             |  |  |       |       |       |       |       |  |  |
|  |                  | Castellón              | Athletic Club (3:2 p.) | 1                | 1                | 2 | 0                    | 0                | 0                |                  |                  |                  |  |  |             |             |             |             |             |  |  |       |       |       |       |       |  |  |
|  |                  | Castellón              |                        |                  |                  |   | 0                    | 0                | 0                |                  |                  |                  |  |  |             |             |             |             |             |  |  |       |       |       |       |       |  |  |
|  |                  | Athletic Club          | 0                      | 4                | 4                |   |                      |                  |                  |                  |                  |                  |  |  |             |             |             |             |             |  |  |       |       |       |       |       |  |  |
|  |                  |                        |                        |                  |                  |   |                      |                  |                  |                  |                  |                  |  |  |             |             | Barcelona   | 0           |             |  |  |       |       |       |       |       |  |  |
|  |                  |                        |                        |                  |                  |   |                      |                  |                  |                  |                  |                  |  |  |             |             |             |             |             |  |  |       |       |       |       |       |  |  |
|  |                  |                        | Real Zaragoza          | 1                |                  |   |                      |                  |                  |                  |                  |                  |  |  |             |             |             |             |             |  |  |       |       |       |       |       |  |  |
|  |                  | Sevilla                | Real Zaragoza          | 1                | 1                | 0 | 1                    |                  |                  |                  |                  |                  |  |  |             |             |             |             |             |  |  |       |       |       |       |       |  |  |
|  |                  | Sevilla                |                        |                  | 1                | 0 | 1                    |                  |                  |                  |                  |                  |  |  |             |             |             |             |             |  |  |       |       |       |       |       |  |  |
|  |                  | Real Madrid Castilla   | 1                      | 1                | 2                |   |                      |                  |                  |                  |                  |                  |  |  |             |             |             |             |             |  |  |       |       |       |       |       |  |  |
|  |                  | Real Madrid Castilla   | 1                      | 1                | 2                |   | Real Madrid Castilla | 2                | 0                | 2                |                  |                  |  |  |             |             |             |             |             |  |  |       |       |       |       |       |  |  |
|  |                  |                        |                        |                  |                  |   | Real Madrid Castilla | 2                | 0                | 2                |                  |                  |  |  |             |             |             |             |             |  |  |       |       |       |       |       |  |  |
|  |                  |                        | Real Zaragoza          | 1                | 7                | 8 |                      |                  |                  |                  |                  |                  |  |  |             |             |             |             |             |  |  |       |       |       |       |       |  |  |
|  |                  | Real Zaragoza          | Real Zaragoza          | 1                | 7                | 8 | 1                    | 2                | 3                |                  |                  |                  |  |  |             |             |             |             |             |  |  |       |       |       |       |       |  |  |
|  |                  | Real Zaragoza          |                        |                  |                  |   | 1                    | 2                | 3                |                  |                  |                  |  |  |             |             |             |             |             |  |  |       |       |       |       |       |  |  |
|  |                  | Real Burgos            | 0                      | 1                | 1                |   |                      |                  |                  |                  |                  |                  |  |  |             |             |             |             |             |  |  |       |       |       |       |       |  |  |
|  |                  |                        |                        |                  |                  |   |                      |                  | Real Zaragoza    | 2                | 2                | 4                |  |  |             |             |             |             |             |  |  |       |       |       |       |       |  |  |
|  |                  |                        |                        |                  |                  |   |                      |                  |                  |                  |                  |                  |  |  |             |             |             |             |             |  |  |       |       |       |       |       |  |  |
|  |                  |                        | Real Madrid            | 0                | 3                | 3 |                      |                  |                  |                  |                  |                  |  |  |             |             |             |             |             |  |  |       |       |       |       |       |  |  |
|  |                  | Real Oviedo            | Real Madrid            | 0                | 3                | 3 | 1                    | 1                | 2                |                  |                  |                  |  |  |             |             |             |             |             |  |  |       |       |       |       |       |  |  |
|  |                  | Real Oviedo            |                        |                  |                  |   | 1                    | 1                | 2                |                  |                  |                  |  |  |             |             |             |             |             |  |  |       |       |       |       |       |  |  |
|  |                  | Celta de Vigo (4:1 p.) | 1                      | 1                | 2                |   |                      |                  |                  |                  |                  |                  |  |  |             |             |             |             |             |  |  |       |       |       |       |       |  |  |
|  |                  | Celta de Vigo (4:1 p.) | 1                      | 1                | 2                |   | Celta de Vigo        | 0                | 0                | 0                |                  |                  |  |  |             |             |             |             |             |  |  |       |       |       |       |       |  |  |
|  |                  |                        |                        |                  |                  |   | Celta de Vigo        | 0                | 0                | 0                |                  |                  |  |  |             |             |             |             |             |  |  |       |       |       |       |       |  |  |
|  |                  |                        | Real Madrid            | 0                | 4                | 4 |                      |                  |                  |                  |                  |                  |  |  |             |             |             |             |             |  |  |       |       |       |       |       |  |  |
|  |                  | Real Madrid            | Real Madrid            | 0                | 4                | 4 | 5                    | 1                | 6                |                  |                  |                  |  |  |             |             |             |             |             |  |  |       |       |       |       |       |  |  |
|  |                  | Real Madrid            |                        |                  |                  |   | 5                    | 1                | 6                |                  |                  |                  |  |  |             |             |             |             |             |  |  |       |       |       |       |       |  |  |
|  |                  | Recreativo de Huelva   | 0                      | 3                | 3                |   |                      |                  |                  |                  |                  |                  |  |  |             |             |             |             |             |  |  |       |       |       |       |       |  |  |

### Octavos de final
Los Octavos de Final de la Copa del Rey se disputaron los días 15 de enero (Ida) y 5 de febrero de 1986 (Vuelta):
- El sorteo se llevó a cabo el 9 de enero de 1986 en la sede de la Real Federación Española de Fútbol.[3]
- Disputaron los octavos los 12 equipos que vencieron las anteriores rondas más los 4 equipos exentos por estar jugando competición Europea.
- De los 16 clubes del cuadro, 8 pertenecían a Primera, 6 a Segunda División y 2 a 2.ª División B. (UE Lleida y Real Burgos CF)
- La eliminatoria entre el Real Zaragoza y Real Burgos CF se jugó en fechas distintas debido al retraso que arrastraba desde la eliminatoria de 4.ª Ronda el equipo maño.
- Al igual que en el resto de las rondas, la eliminatoria se disputó a doble partido y pasaron a la siguiente fase los equipos con mayor resultado global.

| Local Ida           | Global | Global      | Global | Local Vuelta         | Ida   | Vuelta        |
| ------------------- | ------ | ----------- | ------ | -------------------- | ----- | ------------- |
|                     |        |             |        |                      |       |               |
| Racing de Santander |        | 1 – 2 (pro) |        | Atlético de Madrid   | 1 - 0 | 2 - 0         |
|                     |        |             |        |                      |       |               |
| UE Lleida           |        | 0 – 1       |        | FC Barcelona         | 0 - 1 | 0 - 0         |
|                     |        |             |        |                      |       |               |
| CD Tenerife         |        | 2 – 5       |        | CE Sabadell FC       | 1 - 0 | 5 - 1         |
|                     |        |             |        |                      |       |               |
| CD Castellón        |        | 0 – 4       |        | Athletic Club        | 0 - 0 | 4 - 0         |
|                     |        |             |        |                      |       |               |
| Sevilla FC          |        | 1 – 2       |        | Castilla CF          | 1 - 1 | 1 - 0         |
|                     |        |             |        |                      |       |               |
| Real Zaragoza       |        | 3 – 1 (pro) |        | Real Burgos CF       | 1 - 0 | 1 - 2         |
|                     |        |             |        |                      |       |               |
| Real Oviedo         |        | 1 – 1 (pen) |        | Celta de Vigo        | 1 - 0 | 1 - 0 / 4 - 1 |
|                     |        |             |        |                      |       |               |
| Real Madrid CF      |        | 6 – 3       |        | Recreativo de Huelva | 5 - 0 | 3 - 1         |
|                     |        |             |        |                      |       |               |

#### Racing de Santander - Atlético de Madrid
| Ida | 15 de enero de 1986 | Racing de Santander | 1 – 0        | Atlético de Madrid                                                                                            | Santander |  |  |
| Ida | 20:30 CET | Víctor 23' | Reporte      | | Estadio: El Sardinero Asistencia: 12.000 Árbitro: Benavente Garasa                                            |  |  |
| Ida | | |              | | |  |  |
| Ida | Alba - Tino, Villita, Sañudo, Gelucho - Juan Carlos, Chiri, Rubén Bilbao - Víctor, Campbell ( 45' Álvaro), Isidro ( 50' Donnerup) | Alba - Tino, Villita, Sañudo, Gelucho - Juan Carlos, Chiri, Rubén Bilbao - Víctor, Campbell ( 45' Álvaro), Isidro ( 50' Donnerup) | Alineaciones | Abel - Tomás, Arteche, Sergio, Clemente - Setién, Julio Prieto, Landáburu, Marina ( ) - Cabrera, Da Silva ( ) | Abel - Tomás, Arteche, Sergio, Clemente - Setién, Julio Prieto, Landáburu, Marina ( ) - Cabrera, Da Silva ( ) |  |  |

| Vuelta | 5 de febrero de 1986 | Atlético de Madrid | 2 – 0 (pro)  | Racing de Santander | Madrid |  |  |
| Vuelta | 21:00 CET | Da Silva 55' · Setién 101' | Reporte      | | Estadio: Vicente Calderón Asistencia: 9.000 Árbitro: Bayarri Ribelles                                                                        |  |  |
| Vuelta | | |              | | |  |  |
| Vuelta | Mejías - Julio Prieto ( 105' Clemente), Sergio, Arteche, Tomás - Marina, Landáburu, Setién - Pedraza, Cabrera ( 65' Mínguez), Da Silva | Mejías - Julio Prieto ( 105' Clemente), Sergio, Arteche, Tomás - Marina, Landáburu, Setién - Pedraza, Cabrera ( 65' Mínguez), Da Silva | Alineaciones | Alba - Chiri ( ), Sañudo, Juan Carlos ( ), Gelucho, Tino - Piru ( ), Donnerup ( 45' Revilla), Rubén Bilbao ( 102' Álvaro) - Víctor, Campbell | Alba - Chiri ( ), Sañudo, Juan Carlos ( ), Gelucho, Tino - Piru ( ), Donnerup ( 45' Revilla), Rubén Bilbao ( 102' Álvaro) - Víctor, Campbell |  |  |

#### UE Lleida - FC Barcelona
| Ida | 15 de enero de 1986                                                                            | UE Lleida                                                                                      | 0 – 1        | FC Barcelona | Lérida |  |  |
| Ida | 20:30 CET                                                                                      |                                                                                                | Reporte      | Esteban 39' | Estadio: Camp d'Esports Asistencia: 12.000 Árbitro: Peraita Ibáñez                                                                                     |  |  |
| Ida |                                                                                                |                                                                                                |              | | |  |  |
| Ida | Roberto - Rubio, Oliva, Pombo ( ), Lekumberri - Palau, Luengo, Glaría, Elcacho - Azcona, Serna | Roberto - Rubio, Oliva, Pombo ( ), Lekumberri - Palau, Luengo, Glaría, Elcacho - Azcona, Serna | Alineaciones | Urruti - Gerardo, Moratalla, Alexanko, Manolo - Víctor, Schuster, Urbano ( 75' Tente Sánchez), Esteban - 'Lobo' Carrasco ( 75' Pichi Alonso), Amarilla | Urruti - Gerardo, Moratalla, Alexanko, Manolo - Víctor, Schuster, Urbano ( 75' Tente Sánchez), Esteban - 'Lobo' Carrasco ( 75' Pichi Alonso), Amarilla |  |  |

| Vuelta | 5 de febrero de 1986 | FC Barcelona | 0 – 0        | UE Lleida | Barcelona |  |  |
| Vuelta | 21:15 CET | | Reporte      | | Estadio: Camp Nou Asistencia: 15.000 Árbitro: Pérez Sánchez                                                                   |  |  |
| Vuelta | | |              | | |  |  |
| Vuelta | Amador - Gerardo, Moratalla, Fradera, Manolo ( ) - Urbano ( 68' Pedraza), Calderé, Esteban - 'Lobo' Carrasco, Amarilla, Pichi Alonso ( 68' Marcos Alonso) | Amador - Gerardo, Moratalla, Fradera, Manolo ( ) - Urbano ( 68' Pedraza), Calderé, Esteban - 'Lobo' Carrasco, Amarilla, Pichi Alonso ( 68' Marcos Alonso) | Alineaciones | Roberto - Rubio, Lekumberri, Diosdado, Pombo - Hernández, Carmona, García, Luengo ( 74' Glaría) - Espasa ( 71' Azcona), Serna | Roberto - Rubio, Lekumberri, Diosdado, Pombo - Hernández, Carmona, García, Luengo ( 74' Glaría) - Espasa ( 71' Azcona), Serna |  |  |

#### CD Tenerife - CE Sabadell FC
| Ida | 15 de enero de 1986 | CD Tenerife | 1 – 0        | CE Sabadell FC | Santa Cruz de Tenerife                                                                                               |  |  |
| Ida | 20:30 CET | Paulo Roberto 29' | Reporte      | | Estadio: Heliodoro Rodríguez López Asistencia: 2.000 Árbitro: Sosa Saavedra                                          |  |  |
| Ida | | |              | | |  |  |
| Ida | Aguirreoa - José Ramón, José Antonio, Quique, Sirvent - García, Lacalle, Luís ( 45' Alonso ( 84' Toño) - Haro ( ), Moura, Paulo Roberto | Aguirreoa - José Ramón, José Antonio, Quique, Sirvent - García, Lacalle, Luís ( 45' Alonso ( 84' Toño) - Haro ( ), Moura, Paulo Roberto | Alineaciones | Capó - Saura, Brasi, Periko Alonso, Zunzunegui, Sánchez - César ( ), Lino, Ribes ( 75' Nacho), Peters, Joaquín Villa | Capó - Saura, Brasi, Periko Alonso, Zunzunegui, Sánchez - César ( ), Lino, Ribes ( 75' Nacho), Peters, Joaquín Villa |  |  |

| Vuelta | 5 de febrero de 1986 | CE Sabadell FC | 5 – 1        | CD Tenerife | Sabadell |  |  |
| Vuelta | 20:30 CET | Periko Alonso 5' · Lino 9' 60' · Merayo 26' · Ribes 76'                                                                               | Reporte      | Paulo Roberto 78' | Estadio: Nova Creu Alta Asistencia: 3.000 Árbitro: Ansuátegui Roca                                                                         |  |  |
| Vuelta | | |              | | |  |  |
| Vuelta | Capó - Saura, Costa ( ), Sánchez ( 46' Ribes), Brasi - Periko Alonso, Lino, Zunzunegui - Merayo ( 65' Palanca), Peters, Joaquín Villa | Capó - Saura, Costa ( ), Sánchez ( 46' Ribes), Brasi - Periko Alonso, Lino, Zunzunegui - Merayo ( 65' Palanca), Peters, Joaquín Villa | Alineaciones | Aguirreoa - José Ramón, García, Sirvent, José Antonio ( ) - Toño, Lacalle ( ), Alonso - Haro ( 61' Gesto), Moura ( 33' Luís, Paulo Roberto | Aguirreoa - José Ramón, García, Sirvent, José Antonio ( ) - Toño, Lacalle ( ), Alonso - Haro ( 61' Gesto), Moura ( 33' Luís, Paulo Roberto |  |  |

#### CD Castellón - Athletic Club
| Ida | 15 de enero de 1986 | CD Castellón | 0 – 0        | Athletic Club | Castellón de La Plana |  |  |
| Ida | 20:30 CET | | Reporte      | | Estadio: Castalia Asistencia: — Árbitro: Sánchez Arminio                                                                                                   |  |  |
| Ida | | |              | | |  |  |
| Ida | González - Ximet ( 65' Fontana), Javi, Casuco, Carrillo - Alfredo, Ibeas, García Hernández ( 72' Saura) - Víctor Salvador, Alcañiz, Viña | González - Ximet ( 65' Fontana), Javi, Casuco, Carrillo - Alfredo, Ibeas, García Hernández ( 72' Saura) - Víctor Salvador, Alcañiz, Viña | Alineaciones | Zubizarreta - Urquiaga, Liceranzu, Goikoetxea, Núñez - De Andrés, Elgezábal ( 65' Patxi Salinas), Urtubi - Pizo Gómez, Endika, Argote ( 73' Julio Salinas) | Zubizarreta - Urquiaga, Liceranzu, Goikoetxea, Núñez - De Andrés, Elgezábal ( 65' Patxi Salinas), Urtubi - Pizo Gómez, Endika, Argote ( 73' Julio Salinas) |  |  |

| Vuelta | 5 de febrero de 1986 | Athletic Club | 4 – 0        | CD Castellón | Bilbao |  |  |
| Vuelta | 20:15 CET | Julio Salinas 5' 52' · Urtubi 14' · Sarabia 66' | Reporte      | | Estadio: San Mamés Asistencia: 20.000 Árbitro: Lamo Castillo                                                                            |  |  |
| Vuelta | | |              | | |  |  |
| Vuelta | Zubizarreta - Urquiaga, Patxi Salinas, Goikoetxea, Núñez - Gallego, De Andrés, Urtubi ( 45' Elgezábal) - Julio Salinas, Sarabia ( 73' Dani), Argote | Zubizarreta - Urquiaga, Patxi Salinas, Goikoetxea, Núñez - Gallego, De Andrés, Urtubi ( 45' Elgezábal) - Julio Salinas, Sarabia ( 73' Dani), Argote | Alineaciones | González - Carrillo, Casuco, Javi, Alfredo - Manchado, Fontana ( 72' Pedro López), Ibeas - Alcañiz, García Hernández, Saura ( 45' Viña) | González - Carrillo, Casuco, Javi, Alfredo - Manchado, Fontana ( 72' Pedro López), Ibeas - Alcañiz, García Hernández, Saura ( 45' Viña) |  |  |

#### Sevilla FC - Castilla CF
| Ida | 15 de enero de 1986 | Sevilla FC | 1 – 1        | Castilla CF | Sevilla |  |  |
| Ida | 21:00 CET | Nadal 23' | Reporte      | Pepe Mel 64' | Estadio: Ramón Sánchez Pizjuán Asistencia: 12.000 Árbitro: Pérez Sánchez                                                                            |  |  |
| Ida | | |              | | |  |  |
| Ida | Villalba - Grande ( 68'), Serna ( ), Álvarez I, Jiménez - Francisco, Zambrano ( 45' Montero), José Luis - Álvarez II, Nadal, Moisés ( 61' Alfaro) | Villalba - Grande ( 68'), Serna ( ), Álvarez I, Jiménez - Francisco, Zambrano ( 45' Montero), José Luis - Álvarez II, Nadal, Moisés ( 61' Alfaro) | Alineaciones | Lopetegui - Valdenebro, Martos, Llorente, Clemente - Blanco Vila ( 33' Pinki), Salmerón, Gálvez - De las Heras ( 40' Vílchez), Losada, Pepe Mel ( ) | Lopetegui - Valdenebro, Martos, Llorente, Clemente - Blanco Vila ( 33' Pinki), Salmerón, Gálvez - De las Heras ( 40' Vílchez), Losada, Pepe Mel ( ) |  |  |

| Vuelta | 5 de febrero de 1986 | Castilla CF | 1 – 0        | Sevilla FC | Madrid |  |  |
| Vuelta | 20:30 CET | Llorente 19' | Reporte      | | Estadio: Santiago Bernabéu Asistencia: 10.000 Árbitro: Urío Velázquez                                                            |  |  |
| Vuelta | | |              | | |  |  |
| Vuelta | Lopetegui - Clemente, Martos, Llorente, Valdenebro - Salmerón, Gálvez, Pinki - De las Heras, Losada ( 83' Vílchez), Pepe Mel ( 88' Azcona) | Lopetegui - Clemente, Martos, Llorente, Valdenebro - Salmerón, Gálvez, Pinki - De las Heras, Losada ( 83' Vílchez), Pepe Mel ( 88' Azcona) | Alineaciones | Buyo - Grande, Álvarez I, Serna, Jiménez - Zambrano ( 45' Moisés), Francisco, José Luis ( 64' Montero) - Ruda, Álvarez II, Nadal | Buyo - Grande, Álvarez I, Serna, Jiménez - Zambrano ( 45' Moisés), Francisco, José Luis ( 64' Montero) - Ruda, Álvarez II, Nadal |  |  |

#### Real Zaragoza - Real Burgos CF
| Ida | 29 de enero de 1986 | Real Zaragoza | 1 – 0        | Real Burgos CF | Zaragoza |  |  |
| Ida | 17:00 CET | Señor 8' | Reporte      | | Estadio: La Romareda Asistencia: 20.000 Árbitro: Crespo Aurré                                                             |  |  |
| Ida | | |              | | |  |  |
| Ida | Vitaller - Casuco, Juan Carlos ( 65' Conde), Casajús ( ), Fraile - Güerri, Pardeza, Señor - Rubén Sosa ( ) ( 72' Ayneto), Herrera, Pineda | Vitaller - Casuco, Juan Carlos ( 65' Conde), Casajús ( ), Fraile - Güerri, Pardeza, Señor - Rubén Sosa ( ) ( 72' Ayneto), Herrera, Pineda | Alineaciones | Bastón - Emiliano, Bautista, Castaños, Tamayo ( ) - Blanco, Mata ( 45' Esteban Martín), Goñi - Eizmendi, Portugal, Ibáñez | Bastón - Emiliano, Bautista, Castaños, Tamayo ( ) - Blanco, Mata ( 45' Esteban Martín), Goñi - Eizmendi, Portugal, Ibáñez |  |  |

| Vuelta | 12 de febrero de 1986 | Real Burgos CF | 1 – 2 (pro)  | Real Zaragoza | Burgos |  |  |
| Vuelta | 20:30 CET | Molinero 79' | Reporte      | Señor 97' · García Cortés 113' | Estadio: El Plantío Asistencia: — Árbitro: Merino González                                                                                           |  |  |
| Vuelta | | |              | | |  |  |
| Vuelta | Bastón - Emiliano, Bautista, Castaños ( 53' Mata), Tamayo - Del Moral, Ibáñez ( ), Goñi, Blanco - Portugal ( ), Arechavaleta ( 75' Molinero) | Bastón - Emiliano, Bautista, Castaños ( 53' Mata), Tamayo - Del Moral, Ibáñez ( ), Goñi, Blanco - Portugal ( ), Arechavaleta ( 75' Molinero) | Alineaciones | Vitaller - Casuco, Fraile ( ), Kalicanin, García Cortés - Güerri, Señor, Juan Carlos - Pardeza ( 119' Conde), Rubén Sosa ( ) ( 67' Corchado), Pineda | Vitaller - Casuco, Fraile ( ), Kalicanin, García Cortés - Güerri, Señor, Juan Carlos - Pardeza ( 119' Conde), Rubén Sosa ( ) ( 67' Corchado), Pineda |  |  |

#### Real Oviedo CF - Celta de Vigo
| Ida | 15 de enero de 1986                                                                                     | Real Oviedo                                                                                             | 1 – 0        | Celta de Vigo | Oviedo |  |  |
| Ida | 20:15 CET                                                                                               | García Barrero 25'                                                                                      | Reporte      | | Estadio: Carlos Tartiere Asistencia: — Árbitro: Valdés Sánchez                                                                          |  |  |
| Ida | | |              | | |  |  |
| Ida | Zubeldia - Juanito, Eizmendi, Herrero, Vili - Berto, Tomás, García Barrero, Blanco ( ) - Ramírez, Julià | Zubeldia - Juanito, Eizmendi, Herrero, Vili - Berto, Tomás, García Barrero, Blanco ( ) - Ramírez, Julià | Alineaciones | Maté - Lemos, Tono ( ), Maraver, Atilano - Miguel ( ) ( 45' Artega), Mercader, Lema, Vicente ( ) - Contreras ( ), Camilo ( 80' Javi ( ) | Maté - Lemos, Tono ( ), Maraver, Atilano - Miguel ( ) ( 45' Artega), Mercader, Lema, Vicente ( ) - Contreras ( ), Camilo ( 80' Javi ( ) |  |  |

| Vuelta | 5 de febrero de 1986 | Celta de Vigo | 1 – 0 (pen)    | Real Oviedo | Vigo |  |  |
| Vuelta | 20:30 CET | Maraver 82' | Reporte        | | Estadio: Balaídos Asistencia: — Árbitro: Valdés Sánchez                                                                      |  |  |
| Vuelta | Mercader Pichi Lucas Contreras Miguel | Mercader Pichi Lucas Contreras Miguel | Penaltis 4 - 1 | · Vili · Muñoz · Berto | · Vili · Muñoz · Berto |  |  |
| Vuelta | | |                | | |  |  |
| Vuelta | Maté - Lemos, Atilano, Maraver ( ), Lema - Vicente, Alvelo, Contreras ( ) - Pichi Lucas, Baltazar ( 51' Miguel ( ), Manolo ( 70' Mercader) | Maté - Lemos, Atilano, Maraver ( ), Lema - Vicente, Alvelo, Contreras ( ) - Pichi Lucas, Baltazar ( 51' Miguel ( ), Manolo ( 70' Mercader) | Alineaciones   | Zubeldia - Juanito, Eizmendi, Herrero, Vili - Berto, Hevia, Tomás ( ), Blanco ( 90' Joaquín) - Muñoz, Herrera ( 80' Segundo) | Zubeldia - Juanito, Eizmendi, Herrero, Vili - Berto, Hevia, Tomás ( ), Blanco ( 90' Joaquín) - Muñoz, Herrera ( 80' Segundo) |  |  |

#### Real Madrid CF - Recreativo de Huelva
| Ida | 15 de enero de 1986 | Real Madrid CF | 5 – 0        | Recreativo de Huelva | Madrid |  |  |
| Ida | 20:30 CET | Martín Vázquez 12' · Sanchís 18' · Santillana 33' 41' · Hugo Sánchez 56' (pen.)                                                                  | Reporte      | | Estadio: Santiago Bernabéu Asistencia: 20.000 Árbitro: Pérez Sánchez                                                                        |  |  |
| Ida | | |              | | |  |  |
| Ida | Agustín - Chendo, Maceda, Sanchís, Salguero - Martín Vázquez ( 56' Juanito), Gallego, Míchel ( 45' Butragueño) - Cholo, Santillana, Hugo Sánchez | Agustín - Chendo, Maceda, Sanchís, Salguero - Martín Vázquez ( 56' Juanito), Gallego, Míchel ( 45' Butragueño) - Cholo, Santillana, Hugo Sánchez | Alineaciones | Castel ( ) - De la Riva, Higinio, Ondina, Cepeda - Linares ( 86'), Cabrera, Ramón, Luzardo ( 45' Márquez) - Peña ( 77' Orellana), Alzugaray | Castel ( ) - De la Riva, Higinio, Ondina, Cepeda - Linares ( 86'), Cabrera, Ramón, Luzardo ( 45' Márquez) - Peña ( 77' Orellana), Alzugaray |  |  |

| Vuelta | 5 de febrero de 1986 | Recreativo de Huelva | 3 – 1        | Real Madrid CF | Huelva |  |  |
| Vuelta | 20:45 CET | Cepeda 5' (pen.) · Ramón 45' · Alzugaray 89'                                                                                                  | Reporte      | Butragueño 51' | Estadio: Colombino Asistencia: — Árbitro: Franco Martínez                                                                             |  |  |
| Vuelta | | |              | | |  |  |
| Vuelta | Castel - De la Riva, Carmelo, Higinio ( ), Cepeda - Linares, Luzardo ( 53' Carpi), Cabrera - Orellana ( 45' Márquez ( ), Ramón ( ), Alzugaray | Castel - De la Riva, Carmelo, Higinio ( ), Cepeda - Linares, Luzardo ( 53' Carpi), Cabrera - Orellana ( 45' Márquez ( ), Ramón ( ), Alzugaray | Alineaciones | Ochotorena - Martín ( ), Francis, Salguero, Camacho - Sanchís, Martín Vázquez, Gallego ( 68' Valdano) - Butragueño, Santillana, Cholo | Ochotorena - Martín ( ), Francis, Salguero, Camacho - Sanchís, Martín Vázquez, Gallego ( 68' Valdano) - Butragueño, Santillana, Cholo |  |  |

### Cuartos de final
Los Cuartos de Final de la Copa del Rey se disputaron los días 15 de enero (Ida) y 5 de febrero de 1986 (Vuelta):
- El sorteo se llevó a cabo el 6 de enero de 1986 en la sede de la Real Federación Española de Fútbol.[4]
- La disputaron los 8 equipos que vencieron la anterior ronda, todos ellos de Primera salvo el CE Sabadell FC y el Castilla CF, de Segunda.
- El partido de ida entre el Castilla CF y Real Zaragoza se pospuso debido al retraso que arrastraba desde la eliminatoria de 4.ª Ronda el equipo maño.
- Al igual que en el resto de las rondas, la eliminatoria se disputó a doble partido, pasando a la siguiente fase el equipo con mayor resultado global.

| Local Ida          | Global | Global      | Global | Local Vuelta   | Ida   | Vuelta        |
| ------------------ | ------ | ----------- | ------ | -------------- | ----- | ------------- |
|                    |        |             |        |                |       |               |
| Atlético de Madrid |        | 1 – 2       |        | FC Barcelona   | 1 - 2 | 0 - 0         |
|                    |        |             |        |                |       |               |
| CE Sabadell FC     |        | 2 – 2 (pen) |        | Athletic Club  | 1 - 1 | 1 - 1 / 3 - 2 |
|                    |        |             |        |                |       |               |
| Castilla CF        |        | 2 – 8       |        | Real Zaragoza  | 2 - 1 | 7 - 0         |
|                    |        |             |        |                |       |               |
| Celta de Vigo      |        | 0 – 4       |        | Real Madrid CF | 0 - 0 | 4 - 0         |
|                    |        |             |        |                |       |               |

#### FC Barcelona - Atlético de Madrid
| Ida | 12 de febrero de 1986 | Atlético de Madrid | 1 – 2        | FC Barcelona | Madrid |  |  |
| Ida | 21:00 CET | Marina 47' | Reporte      | Archibald 71' · 'Lobo' Carrasco 82' | Estadio: Vicente Calderón Asistencia: — Árbitro: Valdés Sánchez                                                                                         |  |  |
| Ida | | |              | | |  |  |
| Ida | Fillol - Tomás, Sergio ( ), Arteche, Clemente ( ) - Julio Prieto ( 74' Mínguez), Landáburu, Setién, Marina - Cabrera ( 60' Pedraza), Da Silva | Fillol - Tomás, Sergio ( ), Arteche, Clemente ( ) - Julio Prieto ( 74' Mínguez), Landáburu, Setién, Marina - Cabrera ( 60' Pedraza), Da Silva | Alineaciones | Urruti - Manolo, Migueli, Alexanko, Julio Alberto - Víctor ( ), Esteban, Pedraza ( 65' Moratalla), Calderé - Archibald ( 78' Amarilla), 'Lobo' Carrasco | Urruti - Manolo, Migueli, Alexanko, Julio Alberto - Víctor ( ), Esteban, Pedraza ( 65' Moratalla), Calderé - Archibald ( 78' Amarilla), 'Lobo' Carrasco |  |  |

| Vuelta | 26 de febrero de 1986 | FC Barcelona | 0 – 0        | Atlético de Madrid | Barcelona |  |  |
| Vuelta | 21:15 CET | | Reporte      | | Estadio: Camp Nou Asistencia: — Árbitro: Benavente Garasa                                                                         |  |  |
| Vuelta | | |              | | |  |  |
| Vuelta | Urruti ( ) - Gerardo, Alexanko ( 45' Pichi Alonso), Migueli, Julio Alberto - Víctor, Pedraza ( ), Moratalla ( 63' Manolo), Esteban - 'Lobo' Carrasco, Archibald | Urruti ( ) - Gerardo, Alexanko ( 45' Pichi Alonso), Migueli, Julio Alberto - Víctor, Pedraza ( ), Moratalla ( 63' Manolo), Esteban - 'Lobo' Carrasco, Archibald | Alineaciones | Fillol - Tomás, Ruiz, Arteche, Clemente - Setién, Landáburu, Julio Prieto ( 58' Rubio), Marina - Cabrera ( 52' Pedraza), Da Silva | Fillol - Tomás, Ruiz, Arteche, Clemente - Setién, Landáburu, Julio Prieto ( 58' Rubio), Marina - Cabrera ( 52' Pedraza), Da Silva |  |  |

#### CE Sabadell FC - Athletic Club
| Ida | 12 de febrero de 1986 | CE Sabadell FC | 1 – 1        | Athletic Club | Sabadell |  |  |
| Ida | 21:00 CET | Nacho 90' | Reporte      | Endika 56' | Estadio: Nova Creu Alta Asistencia: — Árbitro: Franco Martínez |  |  |
| Ida | | |              | | |  |  |
| Ida | Capó - Saura ( 76' Ribes), Brasi, Periko Alonso ( ), Sánchez - Costa, Peters ( ) ( 83' Nacho), Zunzunegui ( ) - Merayo, Lino, Joaquín Villa | Capó - Saura ( 76' Ribes), Brasi, Periko Alonso ( ), Sánchez - Costa, Peters ( ) ( 83' Nacho), Zunzunegui ( ) - Merayo, Lino, Joaquín Villa | Alineaciones | Zubizarreta - Urquiaga, Núñez, Patxi Salinas, Goikoetxea ( ) - De Andrés, Endika, Elgezábal ( ) ( 86' Urtubi) - Sarabia, Luis Fernando ( ), Julio Salinas ( 73' Pizo Gómez) | Zubizarreta - Urquiaga, Núñez, Patxi Salinas, Goikoetxea ( ) - De Andrés, Endika, Elgezábal ( ) ( 86' Urtubi) - Sarabia, Luis Fernando ( ), Julio Salinas ( 73' Pizo Gómez) |  |  |

| Vuelta | 26 de febrero de 1986 | Athletic Club | 1 – 1 (pen)    | CE Sabadell FC | Bilbao |  |  |
| Vuelta | 20:15 CET | Urtubi 49' (pen.) | Reporte        | Periko Alonso 65' | Estadio: San Mamés Asistencia: 25.000 Árbitro: Álvarez Díaz                                                                                 |  |  |
| Vuelta | · Urtubi · Dani · Julio Salinas · Patxi Salinas · Goikoetxea | · Urtubi · Dani · Julio Salinas · Patxi Salinas · Goikoetxea | Penaltis 3 - 2 | · Periko Alonso · Lino · Merayo · Joaquín Villa · Costa                                                                                     | · Periko Alonso · Lino · Merayo · Joaquín Villa · Costa                                                                                     |  |  |
| Vuelta | | |                | | |  |  |
| Vuelta | Zubizarreta - Urquiaga, Patxi Salinas ( 82' ), Goikoetxea ( 35' ) - Luis Fernando, Gallego, De Andrés, Urtubi - Endika ( 105' Dani ( 86' ), Julio Salinas, Sarabia ( 65' Pizo Gómez) | Zubizarreta - Urquiaga, Patxi Salinas ( 82' ), Goikoetxea ( 35' ) - Luis Fernando, Gallego, De Andrés, Urtubi - Endika ( 105' Dani ( 86' ), Julio Salinas, Sarabia ( 65' Pizo Gómez) | Alineaciones   | Capó - Saura, Sánchez, Costa, Brasi ( 76' Ordoki) - Periko Alonso ( 102' ), Sala, Lino ( 76' ) - Joaquín Villa, Nacho ( 88' Peters), Merayo | Capó - Saura, Sánchez, Costa, Brasi ( 76' Ordoki) - Periko Alonso ( 102' ), Sala, Lino ( 76' ) - Joaquín Villa, Nacho ( 88' Peters), Merayo |  |  |

#### Castilla CF - Real Zaragoza
| Ida | 20 de febrero de 1986 | Castilla CF | 2 – 1        | Real Zaragoza | Madrid |  |  |
| Ida | 21:15 CET | Pepe Mel 39' · Losada 57' | Reporte      | Señor 65' (pen.) | Estadio: Santiago Bernabéu Asistencia: 7.000 Árbitro: Pérez Sánchez                                                                                       |  |  |
| Ida | | |              | | |  |  |
| Ida | Lopetegui - Valdenebro, Martos ( ), Llorente, Clemente - Salmerón ( ) ( 81' Azcona), Pinki, Gálvez - De las Heras ( ), Losada, Pepe Mel | Lopetegui - Valdenebro, Martos ( ), Llorente, Clemente - Salmerón ( ) ( 81' Azcona), Pinki, Gálvez - De las Heras ( ), Losada, Pepe Mel | Alineaciones | Vitaller - Casuco, Casajús, Kalicanin ( ), García Cortés ( 54' Herrera) - Güerri, Señor, Juan Carlos ( 85') - Pardeza, Corchado ( 49' Ayneto), Pineda ( ) | Vitaller - Casuco, Casajús, Kalicanin ( ), García Cortés ( 54' Herrera) - Güerri, Señor, Juan Carlos ( 85') - Pardeza, Corchado ( 49' Ayneto), Pineda ( ) |  |  |

| Vuelta | 26 de febrero de 1986 | Real Zaragoza | 7 – 0        | Castilla CF | Zaragoza |  |  |
| Vuelta | 20:30 CET | Rubén Sosa 16' 48' 56' (pen.) · Pardeza 20' 21' · Casuco 50' · Pineda 67'                                                                         | Reporte      | | Estadio: La Romareda Asistencia: 20.000 Árbitro: Peraita Ibáñez                                                                           |  |  |
| Vuelta | | |              | | |  |  |
| Vuelta | Vitaller - Casuco, Casajús, Fraile ( 31' Kalicanin), Julià, García Cortés - Güerri, Señor, Juan Carlos - Pardeza ( 65' Conde), Rubén Sosa, Pineda | Vitaller - Casuco, Casajús, Fraile ( 31' Kalicanin), Julià, García Cortés - Güerri, Señor, Juan Carlos - Pardeza ( 65' Conde), Rubén Sosa, Pineda | Alineaciones | Lopetegui - Geni. Martos, Llorente ( ), Clemente - Salmerón ( 45' Gay), De las Heras, Gálvez - Pinki ( 68' Blanco Vila), Losada, Pepe Mel | Lopetegui - Geni. Martos, Llorente ( ), Clemente - Salmerón ( 45' Gay), De las Heras, Gálvez - Pinki ( 68' Blanco Vila), Losada, Pepe Mel |  |  |

#### Celta de Vigo - Real Madrid CF
| Ida | 12 de febrero de 1986 | Celta de Vigo | 0 – 0        | Real Madrid CF | Vigo |  |  |
| Ida | 20:30 CET | | Reporte      | | Estadio: Balaídos Asistencia: 20.000 Árbitro: Calvo Córdova                                                                       |  |  |
| Ida | | |              | | |  |  |
| Ida | Maté - Lemos ( ), Javi, Atilano, Maraver - Miguel, Manolo ( 45' Mercader), Alvelo, Pichi Lucas, Vicente ( 80' Lema) - Camilo | Maté - Lemos ( ), Javi, Atilano, Maraver - Miguel, Manolo ( 45' Mercader), Alvelo, Pichi Lucas, Vicente ( 80' Lema) - Camilo | Alineaciones | Ochotorena - Chendo ( ), Sanchís, Maceda, Camacho - Salguero, Gallego, Míchel - Butragueño ( 71' Cholo), Hugo Sánchez, Santillana | Ochotorena - Chendo ( ), Sanchís, Maceda, Camacho - Salguero, Gallego, Míchel - Butragueño ( 71' Cholo), Hugo Sánchez, Santillana |  |  |

| Vuelta | 26 de febrero de 1986 | Real Madrid CF | 4 – 0        | Celta de Vigo | Madrid |  |  |
| Vuelta | 20:30 CET | Butragueño 20' · Santillana 49' 58' 90' | Reporte      | | Estadio: Santiago Bernabéu Asistencia: 30.000 Árbitro: Martín Navarrete                                                    |  |  |
| Vuelta | | |              | | |  |  |
| Vuelta | Ochotorena - Chendo, Sanchís, Gallego, Camacho - Martín Vázquez ( 62' Salguero), Míchel ( 66' Valdano), Juanito - Butragueño, Hugo Sánchez, Santillana | Ochotorena - Chendo, Sanchís, Gallego, Camacho - Martín Vázquez ( 62' Salguero), Míchel ( 66' Valdano), Juanito - Butragueño, Hugo Sánchez, Santillana | Alineaciones | Maté - Lema, Atilano, Maraver, Javi, Lemos - Vicente, Mercader ( 60' Baltazar), Alvelo ( 52' Cortés) - Pichi Lucas, Camilo | Maté - Lema, Atilano, Maraver, Javi, Lemos - Vicente, Mercader ( 60' Baltazar), Alvelo ( 52' Cortés) - Pichi Lucas, Camilo |  |  |

### Semifinales
Las Semifinales de la Copa del Rey se disputaron los días 12 de marzo (ida) y 9 de abril (vuelta) de 1986:
- El sorteo se llevó a cabo el 27 de febrero de 1986 en la sede de la Real Federación Española de Fútbol.[5]
- La disputaron los 4 equipos que vencieron la anterior ronda, todos ellos de Primera.
- Al igual que en el resto de las rondas, la eliminatoria se disputó a doble partido y pasaron a la final los equipos con mayor resultado global.

| Local Ida     | Global | Global | Global | Local Vuelta   | Ida   | Vuelta |
| ------------- | ------ | ------ | ------ | -------------- | ----- | ------ |
|               |        |        |        |                |       |        |
| FC Barcelona  |        | 3 – 1  |        | Athletic Club  | 1 - 0 | 1 - 2  |
|               |        |        |        |                |       |        |
| Real Zaragoza |        | 4 – 3  |        | Real Madrid CF | 2 - 0 | 3 - 2  |
|               |        |        |        |                |       |        |

#### FC Barcelona - Athletic Club
| Ida | 12 de marzo de 1986 | FC Barcelona | 1 – 0        | Athletic Club | Barcelona |  |  |
| Ida | 21:15 CET | Amarilla 50' | Reporte      | | Estadio: Camp Nou Asistencia: — Árbitro: Sánchez Arminio                                                                                            |  |  |
| Ida | | |              | | |  |  |
| Ida | Urruti - Gerardo, Migueli, Alexanko, Julio Alberto ( 28' Manolo) - Víctor, Pedraza, Moratalla, Calderé ( ) - Archibald, Amarilla ( 65' Pichi Alonso) | Urruti - Gerardo, Migueli, Alexanko, Julio Alberto ( 28' Manolo) - Víctor, Pedraza, Moratalla, Calderé ( ) - Archibald, Amarilla ( 65' Pichi Alonso) | Alineaciones | Zubizarreta - Urquiaga, De Andrés, Goikoetxea, Núñez - Gallego, Luis Fernando, Urtubi - Noriega, Endika ( 73' Sarabia), Argote ( 58' Julio Salinas) | Zubizarreta - Urquiaga, De Andrés, Goikoetxea, Núñez - Gallego, Luis Fernando, Urtubi - Noriega, Endika ( 73' Sarabia), Argote ( 58' Julio Salinas) |  |  |

| Vuelta | 9 de abril de 1986 | Athletic Club | 1 – 2        | FC Barcelona | Bilbao |  |  |
| Vuelta | 20:15 CET | Goikoetxea 29' | Reporte      | Schuster 15' · 'Lobo' Carrasco 55' | Estadio: San Mamés Asistencia: 49.000 Árbitro: García de Loza |  |  |
| Vuelta | | |              | | |  |  |
| Vuelta | Zubizarreta ( ) - Urquiaga, Goikoetxea, De Andrés, De la Fuente - Patxi Salinas, Luis Fernando ( ), Gallego ( 65' Urtubi) - Julio Salinas, Sarabia ( 65' Noriega), Argote | Zubizarreta ( ) - Urquiaga, Goikoetxea, De Andrés, De la Fuente - Patxi Salinas, Luis Fernando ( ), Gallego ( 65' Urtubi) - Julio Salinas, Sarabia ( 65' Noriega), Argote | Alineaciones | Urruti ( ) - Tente Sánchez, Migueli, Alexanko, Julio Alberto - Víctor, Schuster, Pedraza ( ), 'Lobo' Carrasco ( ) - Urbano ( ), Marcos Alonso ( 23' Amarilla ( 34' Esteban) | Urruti ( ) - Tente Sánchez, Migueli, Alexanko, Julio Alberto - Víctor, Schuster, Pedraza ( ), 'Lobo' Carrasco ( ) - Urbano ( ), Marcos Alonso ( 23' Amarilla ( 34' Esteban) |  |  |

#### Real Zaragoza - Real Madrid CF
| Ida | 12 de marzo de 1986 | Real Zaragoza | 2 – 0        | Real Madrid CF | Zaragoza |  |  |
| Ida | 21:00 CET | Rubén Sosa 13' 26' | Reporte      | | Estadio: La Romareda Asistencia: — Árbitro: Marín López |  |  |
| Ida | | |              | | |  |  |
| Ida | Cedrún - Casuco, Fraile ( ), Julià, García Cortés - Güerri ( ), Señor, Juan Carlos - Pardeza, Rubén Sosa ( 88' Corchado), Pineda ( 86' Ayneto) | Cedrún - Casuco, Fraile ( ), Julià, García Cortés - Güerri ( ), Señor, Juan Carlos - Pardeza, Rubén Sosa ( 88' Corchado), Pineda ( 86' Ayneto) | Alineaciones | Ochotorena - Chendo, Sanchís ( ), Gallego, Salguero - Juanito ( 45' Gordillo), Míchel, Martín Vázquez ( 68' Santillana) - Butragueño ( ), Hugo Sánchez, Valdano ( ) | Ochotorena - Chendo, Sanchís ( ), Gallego, Salguero - Juanito ( 45' Gordillo), Míchel, Martín Vázquez ( 68' Santillana) - Butragueño ( ), Hugo Sánchez, Valdano ( ) |  |  |

| Vuelta | 9 de abril de 1986 | Real Madrid CF | 3 – 2        | Real Zaragoza | Madrid |  |  |
| Vuelta | 21:00 CET | Valdano 11' · Sanchís 85' · Hugo Sánchez 89' | Reporte      | Pineda 54' · Señor 68' | Estadio: Santiago Bernabéu Asistencia: — Árbitro: Andújar Oliver                                                                                 |  |  |
| Vuelta | | |              | | |  |  |
| Vuelta | Agustín - Chendo, Sanchís, Maceda, Camacho ( ) - Gallego ( 63' Santillana ( 70' Juanito ( ), Míchel ( ), Gordillo - Butragueño, Hugo Sánchez ( ), Valdano | Agustín - Chendo, Sanchís, Maceda, Camacho ( ) - Gallego ( 63' Santillana ( 70' Juanito ( ), Míchel ( ), Gordillo - Butragueño, Hugo Sánchez ( ), Valdano | Alineaciones | Cedrún - Casuco, Julià, Fraile ( ), García Cortés - Juan Carlos, Señor, Herrera - Pardeza ( 78' Corchado), Pineda, Rubén Sosa ( ) ( 69' Casajús) | Cedrún - Casuco, Julià, Fraile ( ), García Cortés - Juan Carlos, Señor, Herrera - Pardeza ( 78' Corchado), Pineda, Rubén Sosa ( ) ( 69' Casajús) |  |  |

### Final
|                 |               |
|                 | 0 – 1         |
| F. C. Barcelona | Real Zaragoza |

| 26 de abril de 1986 20:30 CET | FC Barcelona | 0 – 1   | Real Zaragoza  | Madrid Estadio: Vicente Calderón Asistencia: 45.000 Árbitro: Sánchez Arminio |
| 26 de abril de 1986 20:30 CET |              | Reporte | Rubén Sosa 35' | Madrid Estadio: Vicente Calderón Asistencia: 45.000 Árbitro: Sánchez Arminio |

| | |              | | |  |  |
| Javier Urruticoechea · ( 75' ) - Tente Sánchez · Migueli · () - José Ramón Alexanko · Julio Alberto Moreno · Bernd Schuster · Víctor Muñoz · Ramón Calderé · ( 70' Marcos Alonso) - Esteban Vigo · ( 70' Paco Clos) - 'Lobo' Carrasco · Pichi Alonso · Entrenador: Terry Venables | Javier Urruticoechea · ( 75' ) - Tente Sánchez · Migueli · () - José Ramón Alexanko · Julio Alberto Moreno · Bernd Schuster · Víctor Muñoz · Ramón Calderé · ( 70' Marcos Alonso) - Esteban Vigo · ( 70' Paco Clos) - 'Lobo' Carrasco · Pichi Alonso · Entrenador: Terry Venables | Alineaciones | Andoni Cedrún · Casuco · Juan Carlos Justes · Narcís Julià · Rafael García Cortés · Juan Señor - () · Francisco Güerri - ( 57' ) · Pedro Herrera · Miguel Pardeza - ( 90' José Ramón Corchado) · Rubén Sosa - ( 85' José Antonio Casajús) · Francisco Pineda · Entrenador: Luis Costa | Andoni Cedrún · Casuco · Juan Carlos Justes · Narcís Julià · Rafael García Cortés · Juan Señor - () · Francisco Güerri - ( 57' ) · Pedro Herrera · Miguel Pardeza - ( 90' José Ramón Corchado) · Rubén Sosa - ( 85' José Antonio Casajús) · Francisco Pineda · Entrenador: Luis Costa |  |  |

|  |             |
|  | 3.er título |

| Real Zaragoza |
|               |